# Bahnstrecke Siegburg–Olpe
| |                                                                                         |                                                                      |                                                                      |
| Streckennummer (DB): | 2657                                                                                    |                                                                      |                                                                      |
| Kursbuchstrecke (DB): | 459                                                                                     |                                                                      |                                                                      |
| Kursbuchstrecke: | 240a (Siegburg – Overath 1946) 240 (Overath – Olpe 1946) 240c (Osbergh – Dieringh 1946) |                                                                      |                                                                      |
| Streckenlänge: | 73,6 km                                                                                 |                                                                      |                                                                      |
| Spurweite: | 1435 mm (Normalspur)                                                                    |                                                                      |                                                                      |
| Streckenklasse: | D4                                                                                      |                                                                      |                                                                      |
| Streckengeschwindigkeit: | 80 km/h                                                                                 |                                                                      |                                                                      |
| Zweigleisigkeit: | Üst Dieringhausen West – GM-Dieringhausen                                               |                                                                      |                                                                      |
| |                                                                                         |                                                                      |                                                                      |
| \| \| \| von Köln \| \| \| \| 0,0 \| Siegburg/Bonn (bis 2002 Siegburg) \| 60 m \| \| \| \| nach Siegen \| \| \| \| \| Siegburger Mühlengraben \| \| \| \| 1,2 \| Siegburg Siegwerk (Anst) \| Siegburg Siegwerk (Anst) \| \| \| 2,1 \| Siegburg Nord (bis 1910 Driesch) \| Siegburg Nord (bis 1910 Driesch) \| \| \| 3,1 \| Siegburg Funken (Wicking) (Anst) \| Siegburg Funken (Wicking) (Anst) \| \| \| \| Bundesstraße 56 \| \| \| \| \| Bundesautobahn 3 \| \| \| \| 6,1 \| Lohmar Walterscheid (Anst) \| Lohmar Walterscheid (Anst) \| \| \| 6,9 \| Lohmar \| Lohmar \| \| \| 9,3 \| Donrath \| Donrath \| \| \| 11,2 \| Kreuznaaf (Behelfsmäßig nach II. Weltkrieg) \| Kreuznaaf (Behelfsmäßig nach II. Weltkrieg) \| \| \| 13,7 \| Wahlscheid \| Wahlscheid \| \| \| 15,9 \| Bachermühle \| Bachermühle \| \| \| \| von Köln \| \| \| \| 20,4 \| Overath \| 94 m \| \| \| 24,6 \| Overath-Vilkerath (Reaktivierung angedacht) \| Overath-Vilkerath (Reaktivierung angedacht) \| \| \| \| Agger \| \| \| \| 27,1 \| Ehreshoven \| Ehreshoven \| \| \| \| Agger \| \| \| \| 29,3 \| Loope \| Loope \| \| \| 32,3 \| Engelskirchen \| 125 m \| \| \| \| Agger \| \| \| \| 37,3 \| Ründeroth \| 150 m \| \| \| 38,0 \| Ründeroth Dörrenberg (Anst) \| Ründeroth Dörrenberg (Anst) \| \| \| \| Wiehl \| \| \| \| \| von Waldbröl \| \| \| \| 39,7 \| Osberghausen (alt) \| Osberghausen (alt) \| \| \| 40,2 \| Osberghausen (Awanst, ehem. Bf) \| 146 m \| \| \| \| Agger \| \| \| \| 42,4 \| Brunohl (PV bis 1960) \| Brunohl (PV bis 1960) \| \| \| 44,004 \| Üst Dieringhausen West[1] \| 180 m \| \| \| \| neue Trasse ab 1920 \| \| \| \| \| \| \| \| \| \| Dieringhausen (seit 1893 Bw, bis 1920 auch Bf) \| \| \| \| \| \| \| \| \| \| neue Trasse ab 1920 \| \| \| \| \| \| \| \| \| 45,737 \| Gummersbach-Dieringhausen (1920–2018 Dieringhausen) \| 183 m \| \| \| \| \| \| \| \| \| Strombach \| \| \| \| \| Bundesstraße 56 Talbrücke Aggertal \| \| \| \| \| nach Hagen \| \| \| \| 45,9 \| Vollmerhausen \| Vollmerhausen \| \| \| 46,3 \| Vollmerhausen (Bz Köln)/Kaserne (Anst) \| Vollmerhausen (Bz Köln)/Kaserne (Anst) \| \| \| 47,2 \| Vollmerhausen Baldus (Anst) \| Vollmerhausen Baldus (Anst) \| \| \| \| Agger \| \| \| \| 48,5 \| Niederseßmar (bis 1893 Gummersbach) \| Niederseßmar (bis 1893 Gummersbach) \| \| \| \| \| \| \| \| \| neue Trasse ab 1920, alte Trasse (rechts): Gummersbacher Kleinbahnen \| \| \| \| \| \| \| \| \| \| Agger \| \| \| \| \| Agger \| \| \| \| 50,5 \| Rebbelroth \| Rebbelroth \| \| \| 51,6 \| Derschlag \| Derschlag \| \| \| \| \| \| \| \| \| neue Trasse ab 1920, alte Trasse (rechts): Gummersbacher Kleinbahnen \| \| \| \| \| \| \| \| \| \| Agger \| \| \| \| 52,7 \| Oberderschlag \| Oberderschlag \| \| \| 52,8 \| Derschlag Kaußen (Wahlefeld) (Anst) \| Derschlag Kaußen (Wahlefeld) (Anst) \| \| \| 53,6 \| Derschlag Delta (Anst) \| Derschlag Delta (Anst) \| \| \| 54,8 \| Bergneustadt \| Bergneustadt \| \| \| 58,3 \| Wiedenest (bis 1907 Bruchhausen) \| Wiedenest (bis 1907 Bruchhausen) \| \| \| \| Awanst \| \| \| \| 60,0 \| Pernze \| Pernze \| \| \| \| Wegeringhauser Tunnel (724 m) \| \| \| \| 63,8 \| Hützemert \| Hützemert \| \| \| 65,8 \| Drolshagen \| Drolshagen \| \| \| 68,9 \| Eichen (ehem. Bf) \| Eichen (ehem. Bf) \| \| \| \| von Attendorn \| \| \| \| 73,6 \| Olpe (ehem. Bf) \| 312 m \| \| \| \| nach Freudenberg \| \| |                                                                                         |                                                                      |                                                                      |
| |                                                                                         | von Köln                                                             |                                                                      |
| Bahnhof | 0,0                                                                                     | Siegburg/Bonn (bis 2002 Siegburg)                                    | 60 m                                                                 |
| Abzweig geradeaus und nach rechts |                                                                                         | nach Siegen                                                          | nach Siegen                                                          |
| Brücke über Wasserlauf |                                                                                         | Siegburger Mühlengraben                                              | Siegburger Mühlengraben                                              |
| Betriebsstelle Strecke ab hier außer Betrieb | 1,2                                                                                     | Siegburg Siegwerk (Anst)                                             | Siegburg Siegwerk (Anst)                                             |
| Bahnhof (Strecke außer Betrieb) | 2,1                                                                                     | Siegburg Nord (bis 1910 Driesch)                                     | Siegburg Nord (bis 1910 Driesch)                                     |
| Blockstelle (Strecke außer Betrieb) | 3,1                                                                                     | Siegburg Funken (Wicking) (Anst)                                     | Siegburg Funken (Wicking) (Anst)                                     |
| Strecke mit Straßenbrücke (Strecke außer Betrieb) |                                                                                         | Bundesstraße 56                                                      | Bundesstraße 56                                                      |
| Strecke mit Straßenbrücke (Strecke außer Betrieb) |                                                                                         | Bundesautobahn 3                                                     | Bundesautobahn 3                                                     |
| Blockstelle (Strecke außer Betrieb) | 6,1                                                                                     | Lohmar Walterscheid (Anst)                                           | Lohmar Walterscheid (Anst)                                           |
| Bahnhof (Strecke außer Betrieb) | 6,9                                                                                     | Lohmar                                                               | Lohmar                                                               |
| Bahnhof (Strecke außer Betrieb) | 9,3                                                                                     | Donrath                                                              | Donrath                                                              |
| Haltepunkt / Haltestelle (Strecke außer Betrieb) | 11,2                                                                                    | Kreuznaaf (Behelfsmäßig nach II. Weltkrieg)                          | Kreuznaaf (Behelfsmäßig nach II. Weltkrieg)                          |
| Bahnhof (Strecke außer Betrieb) | 13,7                                                                                    | Wahlscheid                                                           | Wahlscheid                                                           |
| Haltepunkt / Haltestelle (Strecke außer Betrieb) | 15,9                                                                                    | Bachermühle                                                          | Bachermühle                                                          |
| Abzweig ehemals geradeaus und von links |                                                                                         | von Köln                                                             | von Köln                                                             |
| Bahnhof | 20,4                                                                                    | Overath                                                              | 94 m                                                                 |
| ehemaliger Haltepunkt / Haltestelle | 24,6                                                                                    | Overath-Vilkerath (Reaktivierung angedacht)                          | Overath-Vilkerath (Reaktivierung angedacht)                          |
| Brücke über Wasserlauf |                                                                                         | Agger                                                                | Agger                                                                |
| ehemaliger Bahnhof | 27,1                                                                                    | Ehreshoven                                                           | Ehreshoven                                                           |
| Brücke über Wasserlauf |                                                                                         | Agger                                                                | Agger                                                                |
| ehemaliger Haltepunkt / Haltestelle | 29,3                                                                                    | Loope                                                                | Loope                                                                |
| Bahnhof | 32,3                                                                                    | Engelskirchen                                                        | 125 m                                                                |
| Brücke über Wasserlauf |                                                                                         | Agger                                                                | Agger                                                                |
| Bahnhof | 37,3                                                                                    | Ründeroth                                                            | 150 m                                                                |
| ehemalige Blockstelle | 38,0                                                                                    | Ründeroth Dörrenberg (Anst)                                          | Ründeroth Dörrenberg (Anst)                                          |
| Brücke über Wasserlauf |                                                                                         | Wiehl                                                                | Wiehl                                                                |
| Abzweig geradeaus und von rechts |                                                                                         | von Waldbröl                                                         | von Waldbröl                                                         |
| ehemaliger Bahnhof | 39,7                                                                                    | Osberghausen (alt)                                                   | Osberghausen (alt)                                                   |
| Blockstelle | 40,2                                                                                    | Osberghausen (Awanst, ehem. Bf)                                      | 146 m                                                                |
| Brücke über Wasserlauf |                                                                                         | Agger                                                                | Agger                                                                |
| ehemaliger Haltepunkt / Haltestelle | 42,4                                                                                    | Brunohl (PV bis 1960)                                                | Brunohl (PV bis 1960)                                                |
| Überleitstelle / Spurwechsel | 44,004                                                                                  | Üst Dieringhausen West                                               | 180 m                                                                |
| Verschwenkung von links (Strecke außer Betrieb) · Verschwenkung von rechts |                                                                                         | neue Trasse ab 1920                                                  | neue Trasse ab 1920                                                  |
| |                                                                                         |                                                                      |                                                                      |
| Betriebs-/Güterbahnhof Strecke bis hier außer Betrieb · Strecke |                                                                                         | Dieringhausen (seit 1893 Bw, bis 1920 auch Bf)                       | Dieringhausen (seit 1893 Bw, bis 1920 auch Bf)                       |
| |                                                                                         |                                                                      |                                                                      |
| Verschwenkung nach links · Verschwenkung nach rechts |                                                                                         | neue Trasse ab 1920                                                  | neue Trasse ab 1920                                                  |
| |                                                                                         |                                                                      |                                                                      |
| Bahnhof | 45,737                                                                                  | Gummersbach-Dieringhausen (1920–2018 Dieringhausen)                  | 183 m                                                                |
| |                                                                                         |                                                                      |                                                                      |
| Brücke über Wasserlauf |                                                                                         | Strombach                                                            | Strombach                                                            |
| Strecke mit Straßenbrücke |                                                                                         | Bundesstraße 56 Talbrücke Aggertal                                   | Bundesstraße 56 Talbrücke Aggertal                                   |
| Abzweig ehemals geradeaus und nach links |                                                                                         | nach Hagen                                                           | nach Hagen                                                           |
| Haltepunkt / Haltestelle (Strecke außer Betrieb) | 45,9                                                                                    | Vollmerhausen                                                        | Vollmerhausen                                                        |
| Blockstelle (Strecke außer Betrieb) | 46,3                                                                                    | Vollmerhausen (Bz Köln)/Kaserne (Anst)                               | Vollmerhausen (Bz Köln)/Kaserne (Anst)                               |
| Blockstelle (Strecke außer Betrieb) | 47,2                                                                                    | Vollmerhausen Baldus (Anst)                                          | Vollmerhausen Baldus (Anst)                                          |
| Brücke über Wasserlauf (Strecke außer Betrieb) |                                                                                         | Agger                                                                | Agger                                                                |
| Bahnhof (Strecke außer Betrieb) | 48,5                                                                                    | Niederseßmar (bis 1893 Gummersbach)                                  | Niederseßmar (bis 1893 Gummersbach)                                  |
| |                                                                                         |                                                                      |                                                                      |
| Verschwenkung von links (Strecke außer Betrieb) · Verschwenkung von rechts (Strecke außer Betrieb) |                                                                                         | neue Trasse ab 1920, alte Trasse (rechts): Gummersbacher Kleinbahnen | neue Trasse ab 1920, alte Trasse (rechts): Gummersbacher Kleinbahnen |
| |                                                                                         |                                                                      |                                                                      |
| Brücke über Wasserlauf (Strecke außer Betrieb) · Strecke (außer Betrieb) |                                                                                         | Agger                                                                | Agger                                                                |
| Strecke (außer Betrieb) · Brücke über Wasserlauf (Strecke außer Betrieb) |                                                                                         | Agger                                                                | Agger                                                                |
| Haltepunkt / Haltestelle (Strecke außer Betrieb) · Haltepunkt / Haltestelle (Strecke außer Betrieb) | 50,5                                                                                    | Rebbelroth                                                           | Rebbelroth                                                           |
| Bahnhof (Strecke außer Betrieb) · Bahnhof (Strecke außer Betrieb) | 51,6                                                                                    | Derschlag                                                            | Derschlag                                                            |
| |                                                                                         |                                                                      |                                                                      |
| Verschwenkung nach links (Strecke außer Betrieb) · Verschwenkung nach rechts (Strecke außer Betrieb) |                                                                                         | neue Trasse ab 1920, alte Trasse (rechts): Gummersbacher Kleinbahnen | neue Trasse ab 1920, alte Trasse (rechts): Gummersbacher Kleinbahnen |
| |                                                                                         |                                                                      |                                                                      |
| Brücke über Wasserlauf (Strecke außer Betrieb) |                                                                                         | Agger                                                                | Agger                                                                |
| Haltepunkt / Haltestelle (Strecke außer Betrieb) | 52,7                                                                                    | Oberderschlag                                                        | Oberderschlag                                                        |
| Blockstelle (Strecke außer Betrieb) | 52,8                                                                                    | Derschlag Kaußen (Wahlefeld) (Anst)                                  | Derschlag Kaußen (Wahlefeld) (Anst)                                  |
| Blockstelle (Strecke außer Betrieb) | 53,6                                                                                    | Derschlag Delta (Anst)                                               | Derschlag Delta (Anst)                                               |
| Bahnhof (Strecke außer Betrieb) | 54,8                                                                                    | Bergneustadt                                                         | Bergneustadt                                                         |
| Bahnhof (Strecke außer Betrieb) | 58,3                                                                                    | Wiedenest (bis 1907 Bruchhausen)                                     | Wiedenest (bis 1907 Bruchhausen)                                     |
| Blockstelle (Strecke außer Betrieb) |                                                                                         | Awanst                                                               | Awanst                                                               |
| Haltepunkt / Haltestelle (Strecke außer Betrieb) | 60,0                                                                                    | Pernze                                                               | Pernze                                                               |
| Tunnel (Strecke außer Betrieb) |                                                                                         | Wegeringhauser Tunnel (724 m)                                        | Wegeringhauser Tunnel (724 m)                                        |
| Bahnhof (Strecke außer Betrieb) | 63,8                                                                                    | Hützemert                                                            | Hützemert                                                            |
| Bahnhof (Strecke außer Betrieb) | 65,8                                                                                    | Drolshagen                                                           | Drolshagen                                                           |
| Haltepunkt / Haltestelle (Strecke außer Betrieb) | 68,9                                                                                    | Eichen (ehem. Bf)                                                    | Eichen (ehem. Bf)                                                    |
| Abzweig ehemals geradeaus und von links |                                                                                         | von Attendorn                                                        | von Attendorn                                                        |
| ehemaliger Bahnhof, jetzt Haltepunkt Streckenende | 73,6                                                                                    | Olpe (ehem. Bf)                                                      | 312 m                                                                |
| |                                                                                         | nach Freudenberg                                                     |                                                                      |

Die Bahnstrecke Siegburg–Olpe (auch: Aggertalbahn) ist eine eingleisige, nicht elektrifizierte Nebenbahn in Nordrhein-Westfalen. Als Teil des Linienwegs der Oberbergischen Bahn (RB 25) zwischen Köln und Lüdenscheid befindet sich heute nur noch der Abschnitt Overath–Dieringhausen in Betrieb. Die Streckenabschnitte von Siegburg nach Overath und von Dieringhausen nach Olpe sind stillgelegt und abgebaut.
Die Strecke ist nach dem Fluss Agger benannt, dem sie über weite Teile folgt und den sie mehrfach überquert.

## Bedeutung
Die Strecke entwickelte sich in den Jahren ihres Bestehens, trotz ihres bis heute bestehenden Status als Nebenbahn, auch begünstigt durch ihre zentrale Lage im Eisenbahnnetz im Oberbergischen Land, zur heimlichen Hauptbahn. Christoph Marschner vom Arbeitskreis Oberbergische Eisenbahnen schreibt dazu: „Während sie ab Mitte der 1980er Jahre mit ihrem Kölner Ast nur noch eine Stichbahn mit recht lebhaftem Personenverkehr darstellte, war sie vorher lange Zeit die heimliche Hauptstrecke, die in Dieringhausen ihre Fortsetzung in den Richtungen nach Olpe und Hagen fand und ein umfangreiches Netz von Nebenstrecken erschloss.“
Wie die anderen Strecken der Region diente sie vor allem der lokalen Industrie (vor allem der Textilindustrie und Metallindustrie) als Transportmittel. Anders als zum Beispiel bei der Wiehltalbahn war nicht primär die Steinbruchwirtschaft ausschlaggebend für den Bau, die Strecke diente jenen Unternehmen aber als Zubringer für die weiter abzweigenden Bahnen. Der Personenverkehr spielte von Anfang an nur eine zweitrangige Rolle.
Die Strecke war entgegen den Befürchtungen der Kritiker anfangs sehr rentabel: die Strecke von Siegburg bis Derschlag stellte sogar die rentabelste Nebenstrecke zwischen Köln und Cassel (damalige Schreibung) dar, als die 1896 eröffnete Weiterführung nach Bergneustadt noch in Planung war. Zahlen von 1892/1893 bescheinigen rund 21.000 Mark pro Kilometer. Zum Vergleich: die Wissertalbahn zwischen Wissen (Sieg) und Morsbach erwirtschaftete nur 6.800 Mark pro Kilometer.
Die folgenden normalspurigen Nebenbahnen zweigten von der Aggertalbahn ab:
- die Bahnstrecke Köln-Kalk–Overath als Direktverbindung aus dem Oberbergischen Kreis nach Köln
- die Wiehltalbahn in Osberghausen
- die Volmetalbahn in Dieringhausen
- die Straßen- und Güterverkehrsbahn Gummersbacher Kleinbahnen in Niederseßmar und Derschlag
- die Bahnstrecke Finnentrop–Freudenberg in Olpe

Zudem gab es bis in die 1950er-Jahre in Engelskirchen die Verladestelle der schmalspurigen Leppetalbahn nach Marienheide und einer sehr kleinen Schmalspurbahn in Drolshagen.
Darüber hinaus war die Strecke zur Zeit der beiden Weltkriege und der Ruhrbesetzung zusammen mit der Wiehltalbahn historisch bedeutend als Umleitungsstrecke für Kohlezüge und andere wichtige Transporte sowie in den 1970er-Jahren als Ausflugsbahn.
Bis in die 1970er-Jahre existierten viele Gleisanschlüsse zu Industrieunternehmen wie Delta in Derschlag oder Dörrenberg Edelstahl in Ründeroth.
Der Zuglauf auf dem heute stillgelegten Abschnitt Siegburg – Overath hatte die meiste Zeit über nur lokale Bedeutung. Mit Eröffnung der Verbindungsstrecke zur Bahnstrecke Köln-Mülheim–Lindlar und zum Bahnhof Köln-Mülheim wurden die Züge von dort, später von Köln Hauptbahnhof nach Dieringhausen oder sogar nach Hagen durchgebunden. Auf der ursprünglichen Gesamtstrecke Siegburg–Olpe hielt sich ein solcher Zuglauf planmäßig nur bis zum Zweiten Weltkrieg.
Auf dem Abschnitt zwischen Dieringhausen und Olpe gab es ebenfalls meist nur lokale Personenzüge. Eine Ausnahme waren die im Fahrplan vorhandenen Heckeneilzüge (wie Köln–Paderborn), die auch zu entfernteren Zielen verkehrten. Dies war auch einer der Gründe für die Einstellung des Personenverkehrs: Beispielsweise musste mangels Durchbindung der Verbindungen aus Olpe meist im von Zentrum weit entfernten Bahnhof Gummersbach-Dieringhausen umsteigen, wer aus Richtung Bergneustadt nach Gummersbach fahren wollte. Hier fehlte als Standortvorteil eine Kurve von Gummersbach aus, um den Zweig Richtung Olpe zusätzlich anzubinden, dadurch wären Rangiermanöver für eine Durchbindung der Züge von Osten nach Gummersbach entfallen.

## Geschichte

### Planungsphase und Bau

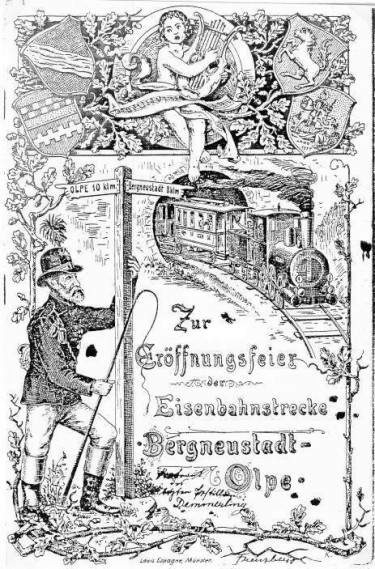
Titel der Festschrift zur Eröffnungsfeier der Teilstrecke Bergneustadt – Olpe

Die ersten schriftlich dokumentierten Überlegungen über einen Eisenbahnbau durch den Oberbergischen Kreis datieren auf 1861. Damals fanden sich Fabrikanten zu einem Komitee zusammen, das eine Eisenbahnverbindung Köln – Kassel plante. Sie sollte ursprünglich eine Hauptbahn werden. Dieses Projekt kam aber wegen der Bergisch-Märkischen Eisenbahn, die eine nördlichere Linienführung über Hagen bevorzugte, und der Finanzierung – diese Hauptbahn hätte 30 Millionen Taler kosten sollen – nicht zustande. Zum Vergleich: Die Teilstrecke von Bergneustadt nach Olpe wurde bei der Baugenehmigung mit 3.367.000 Mark berechnet.
Eigentlich bevorzugten die Planer eine direkte Verbindung nach Köln statt nach Siegburg. Zu dieser Zeit gab es aber ein Militärgelände in Köln, das der Trasse im Weg war. Andere Planungen sahen vor, die Aggertalbahn in eine Verbindung aus Richtung Siegburg zum Ruhrgebiet einzubeziehen. Diese Pläne wurden jedoch nach Intervention Kölner Unternehmer verworfen.
Die Aggertalbahn führte als erste größere Bahnstrecke in den Oberbergischen Kreis hinein. Viele sprachen ihr vor dem Bau keinen rentablen Betrieb zu, daher entstand sie erst nach langen Diskussionen und politischem Druck. Die Kritiker kamen vor allem aus dem Kölner Raum wegen der Verbindung nach Siegburg, ebenso aus den Reihen der Bergisch-Märkischen Eisenbahn-Gesellschaft, die eine Streckenführung nach Norden bevorzugte. Für den politischen Druck war unter anderem der für die staatlichen Eisenbahnen zuständige preußische Minister der öffentlichen Arbeiten Albert von Maybach verantwortlich, neben Hermann von Budde die einflussreichste Person der Region im Eisenbahnbau.
Die ersten Eisenbahnanschlüsse der Region entstanden schließlich 1874 in Brügge, 1875 in Olpe und 1877 in Wipperfürth. Die Verbindungen dorthin waren für einen rentablen Güter- und Personenverkehr aus dem Oberbergischen Kreis aber zu weit.
Aus Kostengründen wurde die Strecke als Nebenbahn gebaut. Sie lag an den meisten Stellen sparsam direkt neben der Straße und führte daher mitten durch die Ortschaften. Dies sollte Anfang des 20. Jahrhunderts noch zum Problem werden. Weitere Belege für die Sparsamkeit sind die Bahnhöfe Ründeroth und Derschlag, denn ihre Empfangsgebäude in Holzbauweise standen vorher auf den Bahnhöfen Recklinghausen bzw. Recklinghausen Süd und wurden hierher transloziert. Für den Bahnhof Derschlag gibt es auch eine abweichende Angabe der Herkunft des Empfangsgebäudes. In einem Plan des Bahnhofs von 1885 stand: „von (Gelsenkirchen-) Horst nach Derschlag zu versetzen“.

### Von der Fertigstellung bis zum Ende des Ersten Weltkriegs

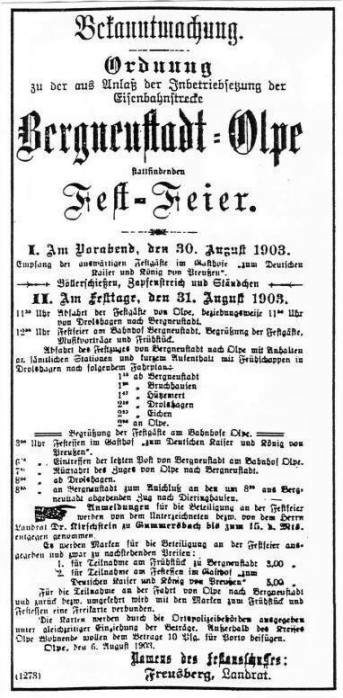
Öffentliche Bekanntmachung zur Eröffnungsfeier der Teilstrecke Bergneustadt–Olpe

Am 15. Oktober 1884 fuhr der erste Zug vom Siegburger Bahnhof auf der gerade fertiggestellten Strecke nach Ründeroth. Anfangs verkehrten nur vier Personenzugpaare. Proteste vor allem lokaler Unternehmer führten dazu, dass die Strecke bis Bergneustadt verlängert wurde. Die Strecke wurde 1895 der Königlichen Eisenbahndirektion Frankfurt am Main unterstellt, wechselte 1897 aber fast komplett (ab Kilometer 0,7) zur Königlichen Eisenbahndirection Elberfeld.
1893 wurde die in Dieringhausen zum Bahnhof Gummersbach abzweigende Volmetalbahn gebaut, zugleich der in Niederseßmar gelegene erste Bahnhof Gummersbach in Niederseßmar umbenannt. 1897 wurde die in Osberghausen abzweigende Wiehltalbahn in Richtung Waldbröl fertiggestellt, die den Bahnhof Osberghausen zum zusätzlichen Zugbildungsbahnhof machte.
Zuletzt wurde um den Lückenschluss nach Olpe gerungen, der 1898 genehmigt wurde. Um die Wasserscheide im Dörspetal zu umgehen, musste ein erheblicher Höhenunterschied überwunden werden. Dazu baute man auch den nahen Wegeringhauser Tunnel, der auch „Hützemerter Tunnel“ genannt wird. Der Bau wurde von Problemen begleitet und verteuerte sich auf fast das Doppelte der geplanten Summe, die Fertigstellung fand am 11. Februar 1903 statt. Diese neu gebaute Teilstrecke war vor allem für die Dörfer zwischen Bergneustadt und Olpe wichtig. Diese waren vorher über schlecht ausgebaute Straßen und Wege nur ungenügend mit der Umgebung verbunden und hatten bis dato nicht einmal einen Telegraphen vor Ort. Deshalb feierte die Bevölkerung die Fertigstellung, trotz der langen Verbindungen nach Siegburg bzw. Köln von mehreren Stunden, mit großer öffentlicher Ankündigung und Teilnahme. Mit Fertigstellung der Verlängerung nach Olpe verkehrten ab 1903 fünf Personenzugpaare zwischen Siegburg und Olpe und vier weitere zwischen Siegburg und Bergneustadt.

Erster Personenzug von Olpe nach Siegburg im Bahnhof Bruchhausen/Wiedenest, 1903

Als 1910 die heute noch befahrene Zweigstrecke zwischen Overath und Köln fertiggestellt wurde, entfielen durchgehende Verbindungen von Siegburg ins Oberbergische. Das hatte für Siegburg negative wirtschaftliche Auswirkungen, weil die Kundschaft nun den kürzeren, direkten Weg nach Köln nahm. Die Reisezeit aus dem Bergischen Land nach Köln verkürzte sich durch Wegfall des Umwegs über Siegburg um eineinhalb Stunden, weshalb die alte Strecke Siegburg–Overath an Bedeutung verlor.
Von 1910 bis 1914 wurde im Bereich zwischen Osberghausen und Derschlag das Gleis an vielen Stellen an den Hang verlegt, da es in den Jahren zuvor viele tödliche Verkehrsunfälle und Beschwerden wegen Lärmbelästigung gegeben hatte. Zwischen Niederseßmar und Derschlag nutzte man das ehemalige Gleis danach zur Straßenbahn- und Güterverkehr-Trasse der mit geringerer Geschwindigkeit betriebenen Gummersbacher Kleinbahnen. Zwischen Vollmerhausen und Niederseßmar wurde das alte Gleis vollständig entfernt.
1913 sollte die Strecke bis Eckenhagen erweitert werden. Die Genehmigung für diese 6,9 Kilometer lange Stichstrecke datiert auf März 1914, der Ausbruch des Ersten Weltkriegs verhinderte allerdings den Bau. Ebenso scheiterten in den 1920er Jahren Überlegungen, die Gummersbacher Kleinbahnen nach Eckenhagen fortzuführen.

### Von der Weimarer Republik bis zum Ende des Zweiten Weltkriegs
Die hohen Reparationszahlungen des Versailler Vertrags führten zu einem Mangel an Rollmaterial und zur Ausdünnung der Fahrpläne. Schwerwiegender war aber die Ruhrbesetzung 1923 durch die Siegermächte, als die lebenswichtigen Kohlezüge umgeleitet werden mussten. So wurde die Aggertalbahn Richtung Olpe zusammen mit der Wiehltalbahn und Wissertalbahn und der Verbindung durch die Volmetalbahn für einige Monate zu einer der wichtigsten Strecken in der jungen Weimarer Republik. Durch die hohen Mengen an schweren Zügen, die so auf der Strecke nach Osten rollten, wurde der sparsam ausgeführte Oberbau beschädigt. Die Behebung dieser Schäden nahm einige Zeit in Anspruch.
1927 wurden direkte Verbindungen nach Köln Hauptbahnhof geschaffen. Dabei wurde allerdings die Volmetal-Verbindung nach Norden vor der nach Olpe bevorzugt. Eilzüge Richtung Norden gab es ab 1931, darunter eine nur kurz existierende Verbindung von Wuppertal über die Wippertalbahn und Volmetalbahn auf die Aggertalbahn nach Olpe.
Mit dem Bau der Aggertalsperre gab es ein hohes Aufkommen an Pendlern durch auswärtige Arbeiter, die in Derschlag auf die Straßenbahn der Gummersbacher Kleinbahnen zur Genkelmündung hinter Dümmlinghausen umstiegen. Für den Transport dieser Arbeiter nach Derschlag wurde ein eigens dafür eingerichtetes Zugpaar gefahren, das montags von Köln nach Derschlag und samstags wieder zurückfuhr.
Im Zweiten Weltkrieg existierten auf der Strecke mobile Geschütze in Hützemert, weil der Ost-West-Verbindung wieder eine wichtige Rolle als Umleitungsstrecke zukam. Ab 1943 gab es auch im Oberbergischen Kreis immer wieder Luftangriffe der Royal Air Force und der United States Army Air Forces. Wegen der stationierten Geschütze traf es den Bahnhof und das Bahnbetriebswerk in Dieringhausen gegen Ende des Kriegs durch einen von insgesamt fünfzehn massiven Bombenangriffen schwer. Dabei wurden unter anderem die westliche Hälfte des großen Empfangsgebäudes und die östliche Hälfte des Lokomotivschuppens und die Drehscheibe zerstört. Der zerstörte Teil des Lokomotivschuppens wurde nie wiederaufgebaut. Der Umleitungsverkehr hielt wegen Beschädigungen weiter im Westen, die durch die Wehrmacht nach der Verbrannte-Erde-Politik Hitlers verursacht wurden, noch einige Zeit an. Unter anderem wurde der Hoffnungsthaler Tunnel zerstört. Alle Züge mussten wieder über Siegburg fahren.

### Von der Wiedereröffnung bis zur Stilllegung Lohmar – Overath
Mit der Wiedereröffnung des Hoffnungsthaler Tunnels am 14. Mai 1949 kam für einige Züge zwischen Siegburg und Overath das Aus, es gab nun nur noch lokale Verbindungen. Ab 1949 fuhren alle Personenzüge bis Köln Hauptbahnhof. Die Bundesbahndirektion Wuppertal informierte die Kommunen ab 1950 über die beabsichtigte Stilllegung des Westabschnitts, die nach Verknappung des Fahrplans 1954 erfolgte und vorerst auf zwei Jahre befristet war. Wegen Straßenbauarbeiten gab es 1956 noch einmal Personenverkehr.
Zwischen Siegburg und Overath wurde der dampfende Zug im Volksmund liebevoll Luhmer Grietche genannt. Anfang der 1950er Jahre endete die Zeit der Dampflokomotiven auf der Strecke. Statt der bisherigen lokomotivbespannten Züge wurden dann Uerdinger Schienenbusse eingesetzt. Allerdings wurde berichtet, dass diese Schienenbusse gerade im Schülerverkehr in Bergneustadt oft überfüllt waren. Zudem entfielen Verbindungen vom Teilabschnitt Olpe-Dieringhausen nach Köln. Die Umsteigezeiten in Dieringhausen wurden immer länger und führten dazu, dass viele Fahrgäste die Busse bevorzugten. Die Bahn selbst setzte zunehmend auch auf Bahnbusse, die aber nicht den Fahrplan der Bahn ergänzten und stattdessen mit besseren Fahrplänen in Konkurrenz zur Bahn fuhren. Einen Aufschwung im Personenverkehr gab es noch einmal mit dem Bau der Biggetalsperre und dem nachfolgenden Ausflugsverkehr mit eigens eingesetzten Touristenzügen.
Erste Einsparungen wie die Schließung einzelner Betriebsstellen folgten. Der Anschluss der 1953 stillgelegten Gummersbacher Kleinbahnen in Derschlag wurde im gleichen Jahr entfernt. Schrittweise wurden auch im Güterverkehr die Aufgaben der wartungsaufwändigen Dampflokomotiven durch Diesellokomotiven ersetzt.
Hoffnungen auf eine Wiederaufnahme des Personenverkehrs zwischen Siegburg und Overath zerschlugen sich 1959 endgültig mit der Stilllegungs-Genehmigung. 1960 lief das Stilllegungsverfahren für den Güterverkehr zwischen Lohmar und Overath, das bereits 1962 abgeschlossen wurde. Die Strecke zwischen Lohmar und Overath wurde noch im gleichen Jahr rückgebaut. Der verbliebene Streckenteil zwischen Siegburg und Lohmar wechselte in den Zuständigkeitsbereich der Bundesbahndirektion Köln.

### Bis zur Stilllegung des Personenverkehrs zwischen Dieringhausen und Olpe
Zu dieser Zeit gab es eine Heckeneilzug-Verbindung an Werktagen. Eine Diesellokomotive der Baureihe V 100 brachte den Zug von Köln über Dieringhausen – Olpe und weiter via Meschede nach Paderborn. Diesen Zug nannte die Bevölkerung wegen der beiden Dome und Kardinäle an den Endpunkten Dom-Express oder Kardinalsexpress. Trotz guter Verbindung und Anbindung an andere Strecken verschwand dieser Zug schnell wieder aus den Fahrplänen, er verkehrte nur vom 27. Mai 1963 bis zum 30. Mai 1965. Für eine Fahrplanperiode gab es zwei andere Eilzugverbindungen, die eine führte von Köln nach Holzminden, die andere von Köln nach Kreiensen. Ein Grund für die nur vorübergehende Existenz dieser Verbindungen war die geplante Stilllegung des Personenverkehrs auf der an die Bahnstrecke Finnentrop–Freudenberg anschließenden Bahnstrecke Finnentrop–Wennemen, die 1966 erfolgte.
Auslöser für den Niedergang im Personen- und Güterverkehr im östlichen Abschnitt:
- Die Deutsche Bundesbahn nahm systematische Einsparungen vor, das Zugangebot wurde immer weiter ausgedünnt, bei gleichzeitiger Verlängerung der Umstiegszeiten in Dieringhausen.[36]
- Die Bundesautobahn 4 wurde in den 1970er Jahren gebaut. Vorher war die Köln-Olper Chaussee (B 55) der einzige Verkehrsweg für den Individualverkehr.[37]

Weitere Bahnhöfe wurden geschlossen, Gleise rückgebaut und das Personal weiter reduziert. Die Einstellung des Stückgutverkehrs am 1. Juni 1976 trug auch zum Niedergang der Strecke bei. Die Verkehrspolitik in der Region Oberberg veränderte sich weiter zu Ungunsten der Bahn. Die Busverbindungen wurden verbessert, während an der Bahnstrecke weitere Bahnhöfe geschlossen bzw. in unbesetzte Haltepunkte umgewandelt wurden.
Die vollständige Auflösung der Bundesbahndirektion Wuppertal führte zur Aufteilung der Strecke auf die Zuständigkeitsbereiche der Bundesbahndirektionen Köln und der Bundesbahndirektion Essen zum Jahreswechsel 1974/1975. Die Bundesbahndirektion Köln strich zwei Drittel der Personenverkehrsverbindungen des Abschnitts Dieringhausen – Olpe. 1976 wurde im Bahnhof Bergneustadt ein großes Bahnhofsfest gefeiert, bei dem streckenfremde Fahrzeuge wie eine Elektrolokomotive ausgestellt wurden. Nur ein Jahr später gab es keine lokomotivbespannten Züge mehr. Die Schienenbusse hatten den gesamten Personenverkehr übernommen.
Im Winterfahrplan 1979/1980 fuhr zwischen Dieringhausen und Olpe lediglich ein Personenzugpaar täglich. Im Fahrplan war vermerkt, dass mit der Einstellung des Personenverkehrs jederzeit gerechnet werden müsse. Fakten folgten schnell: Am 28. Dezember 1979 stellte die Deutsche Bundesbahn den Personenverkehr trotz Protesten aus der Bevölkerung und der Kommunalpolitik ein. Die letzte Fahrt war die einer regulären Schienenbus-Einheit, der als Abschiedsfahrt auf Betreiben des lokalen Bahnbeamten und Politikers Christoph Marschner eine zweite Einheit beigestellt wurde. In einem Schreiben vom 29. Dezember 1979 stellten Bergneustädter Politiker noch fest, dass der Güterverkehr und die Infrastruktur für eine eventuelle Wiederaufnahme des Personenverkehrs weiterbestehen sollen. Diese Einstellung änderte sich allerdings. Einige Jahre später stellte sich die Lokalpolitik gemeinsam mit örtlichen Unternehmen in Zusammenarbeit mit der Industrie- und Handelskammer sogar gegen die Bahn. Die große Ausnahme war das Unternehmen ISE, das sich zunächst noch für die Bahn einsetzte und erst die Position änderte, als die Situation für die Strecke deutlich schlechter wurde.

### Die letzten Jahre – Güterverkehr und Sonderzüge
Den Güterverkehr zwischen Bergneustadt und Wiedenest stellte die Deutsche Bundesbahn 1985 ein. 1988 führte ein Dammrutsch bei unsachgemäßen Bauarbeiten hinter Wiedenest am 27. Mai 1989 auch im Güterverkehr von Wiedenest nach Drolshagen zur Einstellung. Eine Behebung des Schadens verhinderte trotz vorhandener Versicherung und berechtigter Schadenersatzansprüche das Desinteresse der Deutschen Bundesbahn. Stattdessen sperrte die Bundesbahndirektion den Streckenabschnitt.

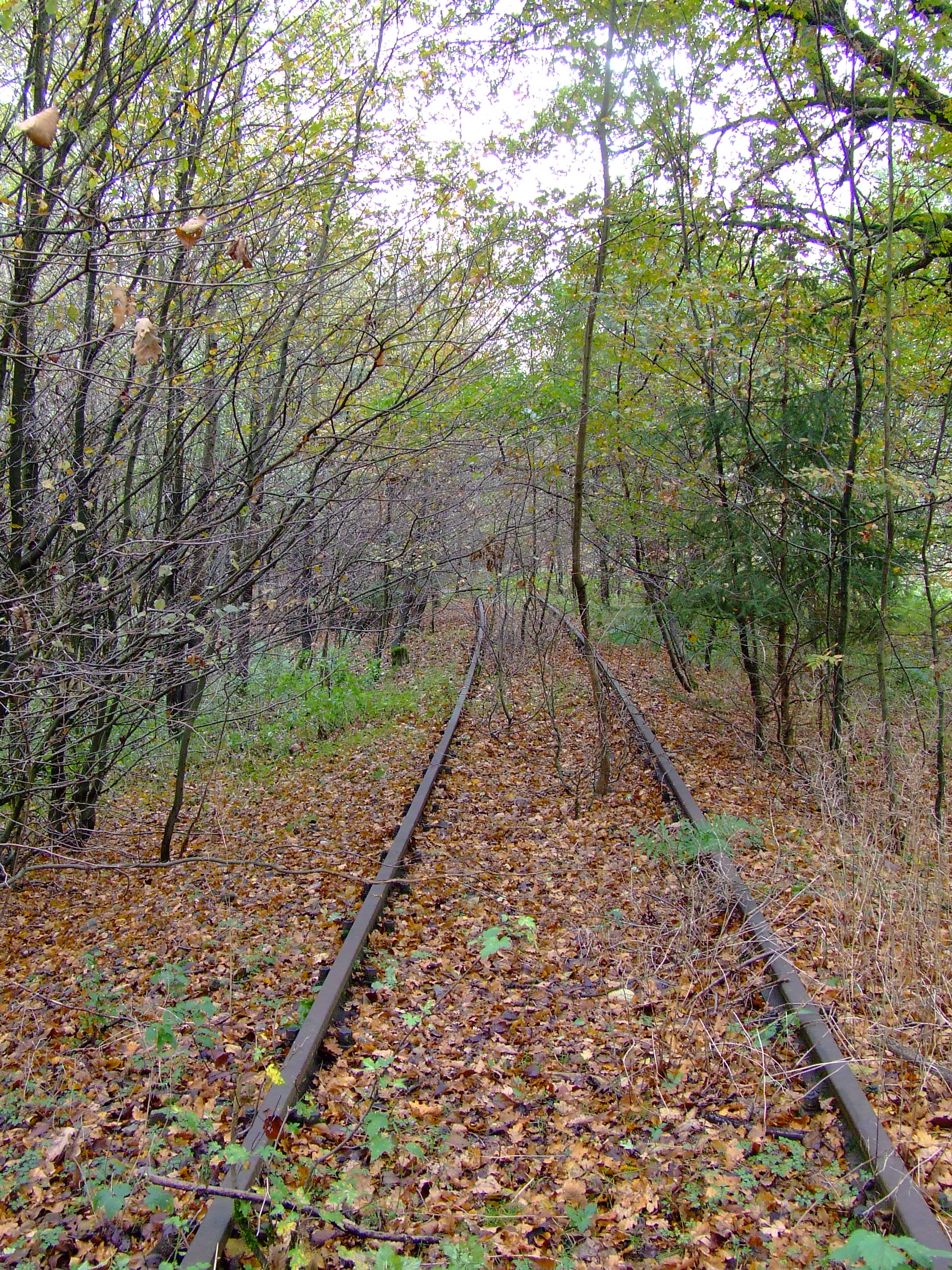
Strecke zwischen Siegburg und Lohmar, 1989 stillgelegt

1985 ergab eine Untersuchung der Deutschen Bundesbahn, dass die westliche Reststrecke vom Siegwerk nach Lohmar noch wirtschaftlich zu betreiben sei. Deshalb wurden 900.000 DM in Gleisbauarbeiten im Bereich Lohmar und 1986 im Waldabschnitt bei Lohmar investiert. Einer der seltenen Personensonderzüge fuhr 1986. 1988 gab es Stilllegungs-Gerüchte, da die Investitionen doch zu hoch waren. Das Stilllegungsverfahren wurde 1989 eingeleitet.
In den 1980er- und 1990er-Jahren gab es auf der Strecke nach Olpe einige Sonderfahrten, unter anderem kam mehrfach ein ehemaliger TEE-Triebzug der Baureihe VT 11.5 im Auftrag der BFS Bürgerbahn zum Einsatz, ebenso einige Fahrten der Eisenbahnfreunde aus Dieringhausen. 1993 kam die Strecke noch einmal in die Medien, als der vorletzte Sonderzug in Derschlag entgleiste. Das beschädigte Gleis wurde gesperrt und ebenfalls nicht mehr repariert. Der letzte Sonderzug überhaupt war eine ungewöhnliche Zusammenstellung von Fahrzeugen am 27. August 1993, eine „verkehrspolitische“ Sonderfahrt. Sie wurde vom Arbeitskreis zur Rettung der Bahn, dem Verkehrsclub Deutschland (VCD) und Pro Bahn veranstaltet.
1991 folgte auch zwischen Drolshagen und Eichen die Einstellung des Güterverkehrs, der Abschnitt zwischen Eichen und Olpe folgte 1993. Am 13. Mai 1994 fuhr eine Diesellokomotive der Baureihe 290 den letzten Güterwagen aus Bergneustadt nach Dieringhausen ab. Bis 1997 verkehrten nur noch zwischen Dieringhausen und Niederseßmar Güterzüge, die Reststrecke wurde von einer Gleissperre blockiert. 1997 wurde dann auch dieser Restverkehr beendet und die gesamte Teilstrecke stillgelegt.

### Seit der Gesamtstilllegung zwischen Dieringhausen und Olpe

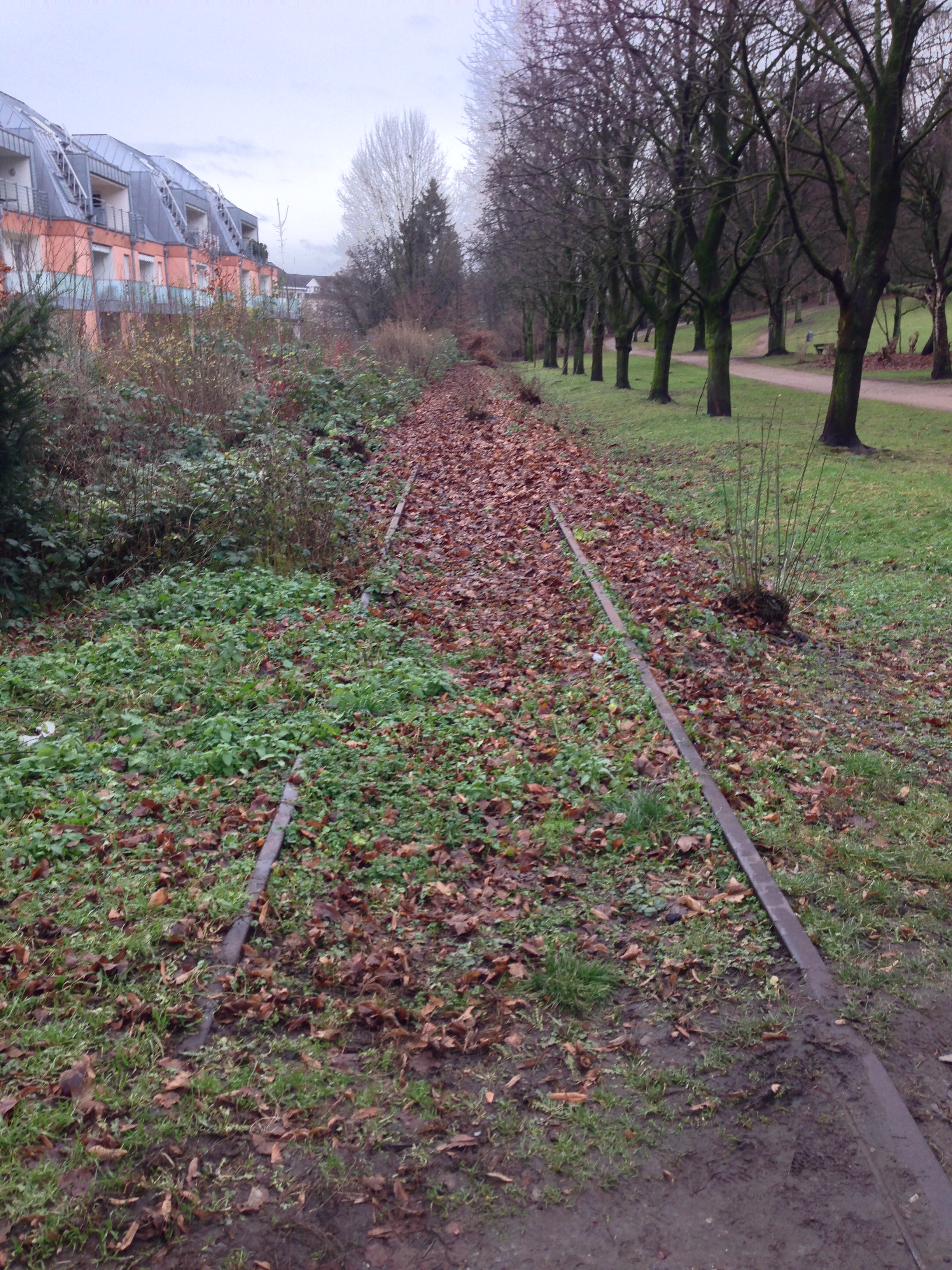
Noch nicht rückgebauter Streckenrest in Siegburg am Fuß des Michaelsbergs (Dezember 2012)

Auch nach der Stilllegung des Abschnitts Siegburg Siegwerk – Lohmar im Jahr 1997 bemühten sich verschiedene Gruppen um eine Reaktivierung. Lange in der Diskussion war dabei ein Angebot der Rhein-Sieg-Eisenbahn, den Personen- und Güterzugverkehr zwischen Siegburg und Lohmar wiederaufzunehmen. Das Projekt stieß auf starken Widerstand der Siegburger Stadtverwaltung, als Hinderungsgrund wurden vor allem die elf niveaugleichen Bahnübergänge auf Siegburger Gebiet angeführt.
Ebenfalls diskutiert wurde eine Verlängerung der Linie 66 der SSB mit Zweisystemfahrzeugen nach dem Vorbild des Karlsruher Modells. Diese Möglichkeit beendete die Stadt Siegburg mit der Eröffnung des unterirdischen Stadtbahnhofs unter dem Bahnhof Siegburg/Bonn, da hierbei einige Bahntrassen unter die Erde verlegt wurden.

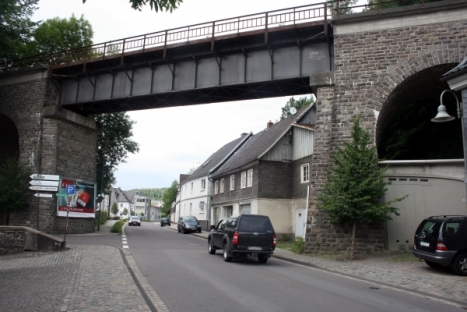
Stadtviadukt in Drolshagen (2008 abgerissen)

Ein Freischnitt des Abschnitts zwischen Drolshagen und Eichen in den Jahren 2005/2006 diente für eine letzte Draisinen-Sonderfahrt, nach der die dortigen Gleise entfernt wurden. Ende November 2008 wurde auch der markante, das Ortsbild prägende Stadtviadukt in Drolshagen abgerissen.
Bis 2016 wurde der Abschnitt Siegburg/Bonn – Siegburg Siegwerk noch regelmäßig von Güterzügen befahren, seit 2018 läuft ein Stilllegungsverfahren. Zurzeit ist eine Reaktivierung des Abschnitts Siegburg – Lohmar nicht geplant. Die Strecke ist aber bisher nicht entwidmet.

### Ausbau zwischen Overath und Dieringhausen
Im Zuge der Neuvergabe des Kölner Dieselnetzes im Dezember 2013 wurden die bisher in Overath endenden Zwischentaktzüge wochentags bis Engelskirchen und später bis Gummersbach verlängert, sodass zwischen Köln und Gummersbach ein Halbstundentakt angeboten wird. In den Folgejahren wurden die Bahnhöfe in Overath und Engelskirchen modernisiert und barrierefrei ausgebaut.
Im Jahr 2018 wurde der Bahnhof Gummersbach-Dieringhausen modernisiert. Er ist seitdem ebenfalls barrierefrei. Gleichzeitig wurde die westliche Zufahrt in den Bahnhof zweigleisig ausgebaut, sodass zukünftig alle Züge während des Halbstundentakts auch in Ründeroth halten können. Ebenso wurde die Stützmauer an der Strecke in diesem Bereich instand gesetzt und die Aggerüberquerung östlich von Osberghausen erneuert.

## Zukunft

### Teilstrecke Overath – Dieringhausen
Im September 2017 gründete sich das Bündnis Oberbergische Bahn, das den Ausbau der von der RB 25 genutzten Infrastruktur vorantreiben möchte. In ihm sind die Anliegerkommunen und Landkreise sowie der Zweckverband go.Rheinland und die Deutsche Bahn vertreten. Geplant ist ein S-Bahn-Betrieb von Kall in der Eifel über Köln nach Gummersbach oder Marienheide. Die S-Bahn soll im 20-Minuten-Takt verkehren.
Im Januar und Februar 2019 wurde ein Betriebsversuch zur Ermittlung der Fahrplanstabilität bei Einrichtung eines zusätzlichen Haltes in Overath-Vilkerath durchgeführt. Die Züge legten dazu stündlich in dem Zeitraum einen Betriebshalt auf freier Strecke ein. Nach Auswertung der Ergebnisse sollte über die Einrichtung des zusätzlichen Haltes entschieden werden. Unabhängig davon wird zur Erhöhung der Betriebsstabilität in Ehreshoven eine Kreuzungsstelle eingerichtet. Diese soll den heute 12 Kilometer langen eingleisigen Blockabschnitt zwischen Overath und Engelskirchen halbieren und die Betriebsstabilität bei Unregelmäßigkeiten erhöhen. Der Streckenabschnitt ist durch den mittlerweile regelmäßigen halbstündlichen Betrieb voll ausgelastet, sodass größere Verspätungen zu Zugausfällen oder zur Verspätungsübertragung auf andere Züge führen.
Ergebnisse einer Machbarkeitsstudie zur Elektrifizierung und Optimierung der Strecke wurden im März 2021 vorgelegt. Sie zeigt im Ergebnis, dass ein S-Bahn-Betrieb zwischen Köln und Marienheide sinnvoll und möglich wäre. Go.Rheinland plant die Einführung der elektrifizierten S-Bahn-Linie S 15 zwischen 2032 und 2040.

### Teilstrecke Siegburg – Lohmar
Das früher durch die Innenstadt von Siegburg verlaufende Gleis ist im Bereich zwischen Zeithstraße im Osten und Waldstraße im Norden der Stadt abgebaut und durch einen Radweg ersetzt worden. Vom noch im Betrieb befindlichen Gleisanschluss Siegwerk in Siegburg bis zum Beginn des Radweges an der Zeithstraße sowie auf Teilen der Strecke im Wald nördlich von Siegburg liegen noch Gleisreste (Stand Juni 2013).
Im Januar 2018 wurde mitgeteilt, dass der seit 2016 nicht mehr genutzte Gleisanschluss des Siegwerks aufgegeben und die 900 Meter lange Strecke zum Bahnhof stillgelegt werden soll. Nach der Stilllegung soll auch auf diesem letzten verbliebenen Teilstück der Aggertalbahn ein Radweg entstehen.
Von der Waldstraße wurde ebenfalls ein Radweg nach Lohmar angelegt, der am 18. Oktober 2013 eröffnet wurde. Der Abschnitt vom Kleiberg bis zur Zeithstraße wurde am 28. März 2014 eröffnet.
Im November 2009 wurden die entlang der Bundesstraße 484 im südlichen Innenstadtbereich von Lohmar noch vorhandenen Schienen ebenfalls entfernt.

### Teilstrecke Lohmar – Overath
Eine Reaktivierung des Abschnittes Lohmar – Overath ist seit der Entwidmung der Trasse und der inzwischen erfolgten, abschnittsweisen Bebauung nicht mehr möglich.
Lohmar ist heute nur noch über den Haltepunkt im Stadtteil Honrath an die (Aggertal-)Bahn angebunden.

### Teilstrecke Dieringhausen – Olpe
Die ständige Auslastung der Hauptstraße zwischen Dieringhausen und Bergneustadt zeugt von einem hohen Verkehrsaufkommen. Diverse Studien ergaben vor der Entwidmung ein hohes Fahrgastpotenzial. Der Arbeitskreis Oberbergische Eisenbahnen kommt zu dem Fazit: „Die Strecke hatte bei einem Konzept, das sowohl den Güterverkehr als den Linienbusverkehr im Zubringerdienst berücksichtigte, eine mehr als realistische Chance mit einem sehr niedrigen Defizit betrieben zu werden. Durch verschiedene, landesweit zur Verfügung stehende Fördermittel hätte man einen Verkehr ermöglichen können, der die anliegenden Kommunen nichts gekostet hätte. […] Andere Regionen, in denen weit weniger Menschen leben, als im Siedlungsband des Agger-, Dörspe- und Rosetals, haben es vorgemacht.“
2001 wurde eine Wirtschaftlichkeitsstudie erstellt, die der Teilstrecke Dieringhausen-Bergneustadt bescheinigte, dass man sie mit einem vernünftigen Kosten-Nutzen-Verhältnis als Teil einer Verbindung von Bergneustadt nach Wiehl reaktivieren könnte.
Die DB Regio NRW hatte zur Jahrtausendwende Interesse bekundet, die vielen Stillstandszeiten der Talent-Triebzüge auf dem Dieringhausener Bahnhof beheben zu wollen, so sollten nach diesen Ideen diese Triebzüge zu einem Haltepunkt in Bergneustadt pendeln. Die weitere Erhaltung dieser Strecke und ein möglicher neuer Personenverkehr wurden aber ab den 1990er-Jahren schlicht politisch nicht mehr gewollt, da die Kommunen auf die Expansion von Industriebetrieben in Gummersbach und Bergneustadt zu Lasten der Trasse setzten. Von der Politik und Industrie genannt wurden vor allem die Wünsche der Firmen ISE und A.S. Création, ihre Firmengelände in Bergneustadt und Derschlag zu erweitern. Im Zuge der Weltwirtschaftskrise 2008 war aber bis 2013 nichts aus diesen Plänen geworden, die Trasse wurde aber zumindest in Bergneustadt und 2013 teilweise in Derschlag trotzdem beseitigt.
Für den Abschnitt Dieringhausen–Olpe gibt es somit keine realistische Zukunft als Schienenweg. Seit dem September 2008 liegt die Freistellungsverfügung dieser Teilstrecke vor. Zudem wurde die Strecke mit Bekanntmachung vom 12. März 2008 aus dem Regionalplan des Landes NRW gestrichen. Dazu schrieb der bekanntgebende Regionalrat des Regierungsbezirks Köln: „Der Landtag NRW hat mit der Herausnahme dieser Strecke aus dem ÖPNV-Bedarfsplan deutlich gemacht, dass ein Landesinteresse an einem Erhalt dieses Schienenweges nicht mehr besteht. Eine Streichung dieser Bahnstrecke aus dem Regionalplan soll der Planungssicherheit der Kommunen bei der Stadtentwicklung dienen.“
Für einige Abschnitte dieser Teilstrecke existieren seit dem Jahr 2009 öffentliche Pläne für einen Radweg. Der wurde teilweise bereits fertiggestellt und führt durch den Wegeringhausener Tunnel, der bereits umgebaut ist. Die Trasse soll in Hand der Kommunen zwar als Radweg erhalten bleiben, allerdings nicht in voller Länge, da Teile der Trasse schon jetzt überbaut sind oder noch überbaut werden sollen. Dieser lediglich teilweise Erhalt der Trasse steht in der Kritik. Der Kreisverband der Grünen forderte, dass man sich die Möglichkeit einer zukünftigen Reaktivierung erhalten solle.
Im Jahr 2015 ist der Radweg zu einem großen Teil fertiggestellt.

## Streckenzustand

### Siegburg – Overath
Der Abschnitt Siegburg/Bonn – Siegburg Siegwerk wurde bis zum 31. Dezember 2015 bis zum Anschluss der Siegwerk Druckfarben AG & Co. KGaA gelegentlich noch von Güterzügen befahren. Seitdem ist der Gleisanschluss betrieblich gesperrt. Der Rest der Luhmer Grietche genannten Strecke von Siegburg nach Lohmar wurde bzw. wird in einen Bahntrassenradweg umgewandelt. Auf der durch bewaldetes Gebiet führenden Strecke zwischen Siegburg und Lohmar liegen noch weitestgehend die Gleise, die inzwischen jedoch von Bäumen und Sträuchern überwuchert sind. Die Orte entlang der Strecke werden heute von der Buslinie 557 vom Siegburger Bahnhof bis Overath Bahnhof als dauerhafter Schienenersatzverkehr in einer der alten Bahnstrecke ähnlichen Linienführung bedient.

### Overath – Dieringhausen
In den letzten Jahren wurde die Strecke mehrfach für Bauarbeiten gesperrt, bei denen nach Angaben der Deutschen Bahn einige Gleise ausgetauscht wurden. Der gesamte Teilabschnitt ist heute eingleisig und wird von Duisburg aus gesteuert. Bis Ende 2013 gab es in Engelskirchen noch zwei Stellwerke, die für die Kreuzungen der Züge benötigt wurden. Zum Fahrplanwechsel im Dezember 2013 wurden diese aufgegeben. Dabei sind die Formsignale durch Lichtsignale (Ks-Signale) ersetzt worden, und der Bahnhof Engelskirchen wurde ebenfalls an Duisburg angeschlossen. Seitdem ist an der gesamten Strecke kein Bahnpersonal mehr vor Ort.

### Dieringhausen – Olpe

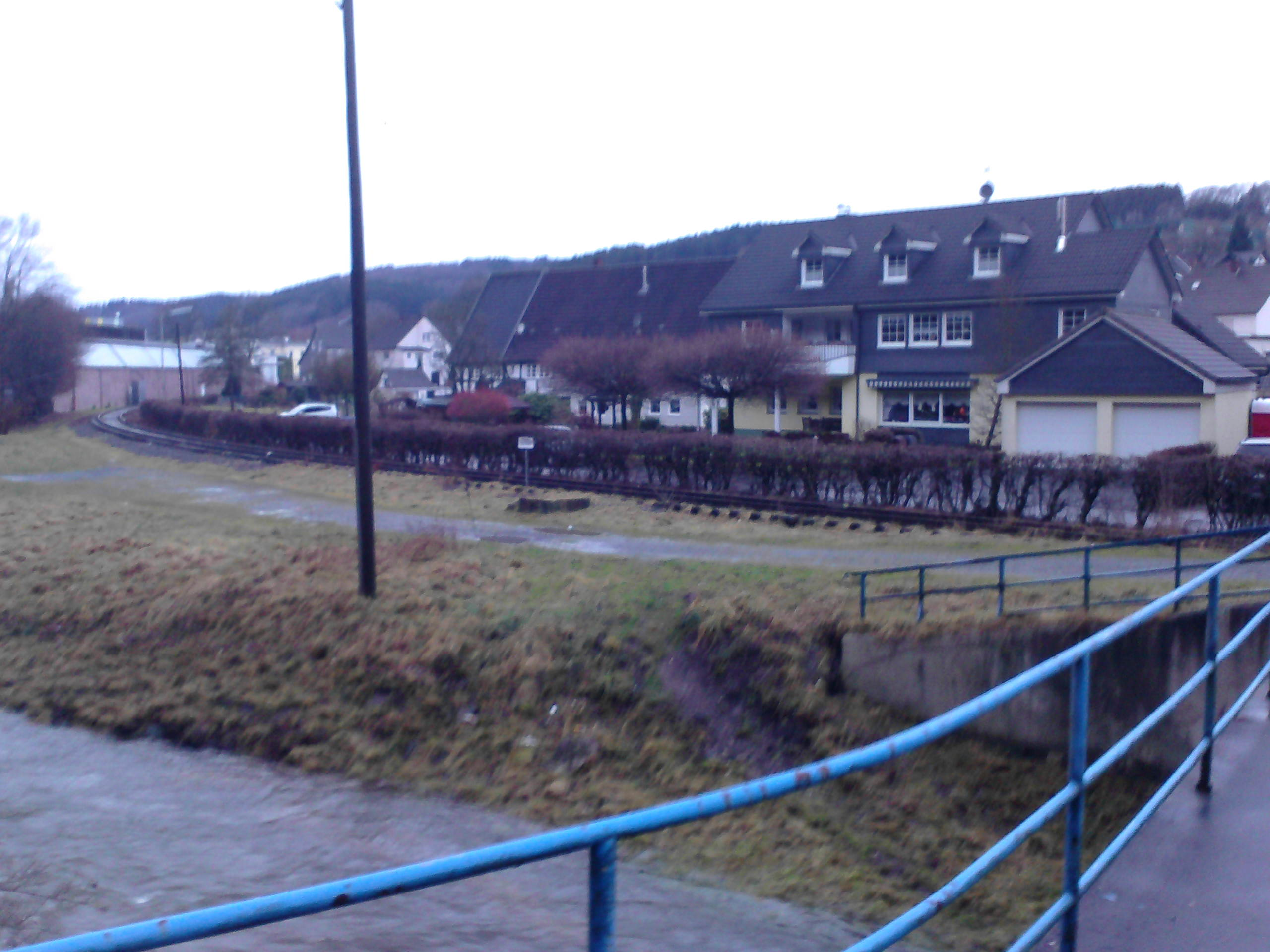
Am Bahnübergang Alpestraße im Dezember 2012

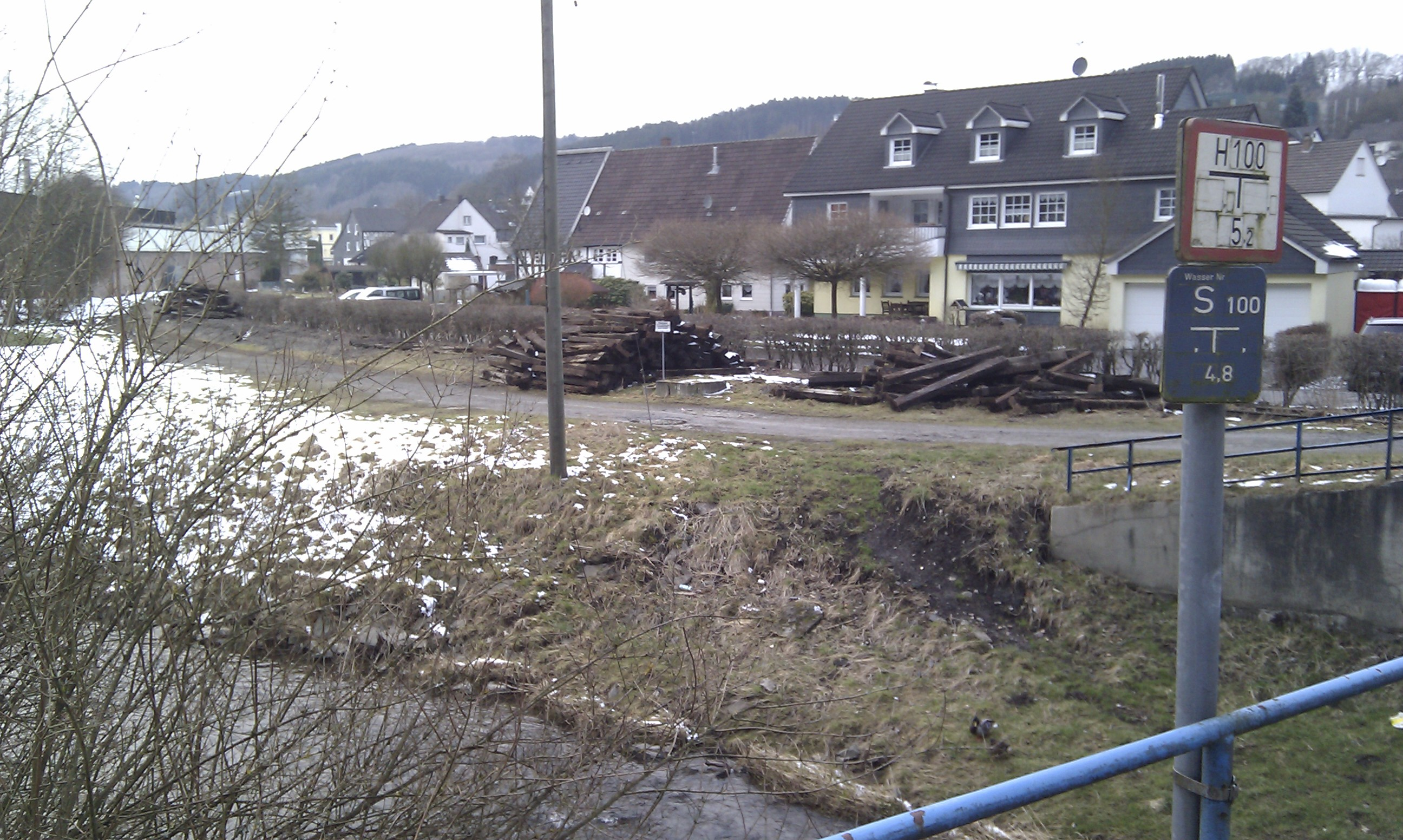
Bahnübergang Alpestraße nach Abbau der Gleise 2013

Heute ist an beiden Enden die Abzweigweiche ausgebaut, in Olpe seit 1998, in Dieringhausen seit 2003. Das Gleis Richtung Vollmerhausen liegt nur noch im oberen Bereich. Der Bahnübergang bei Friedrichstal wurde 2003 zugeteert. Zwischen Vollmerhausen und Niederseßmar wurde die Strecke vor der Entfernung der Gleise freigeschnitten. In Niederseßmar ist die Trasse durch gewerbliche Überbauung unterbrochen. Der Bahnübergang nach dem Bahnhof Derschlag an der Alpestraße hat seine Beschilderung und im März 2013 auch die Gleise Richtung Bahnhof und Ende 2013 auch die restlichen Gleise Richtung Oberderschlag verloren. Hier war bis Februar 2013 einer der wenigen Orte, an denen die Strecke noch so aussah, als wenn man sie relativ leicht reaktivieren könnte. Ende 2014 wurde schließlich auch der Gleisrest im Straßenplanum herausgerissen und der Übergang danach zugeteert. Zudem verschwand schon Jahre vorher im Zuge von Bauarbeiten einer Straße zum dortigen Umspannwerk das Gleis zwischen einem Stück östlich der Alpestraße über den Bahnübergang über die Eckenhagener Straße bis über den ehemaligen Haltepunkt Oberderschlag hinaus.

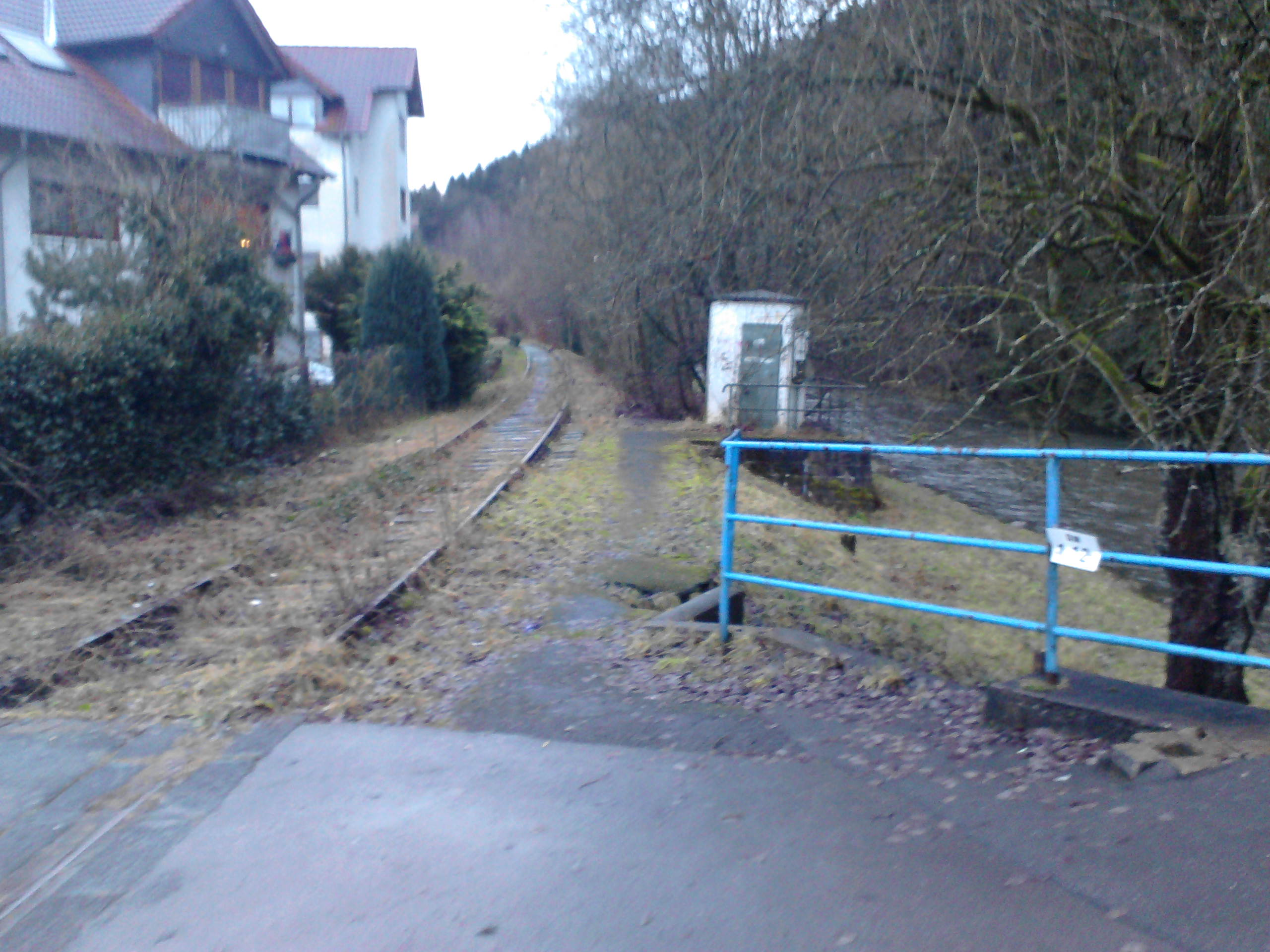
Alpestraße, Blickrichtung nach Oberderschlag, rechts das Schaltgebäude der Schrankenanlage

In der Innenstadt von Bergneustadt wurden nach der Jahrtausendwende die Gleise entfernt. Nach dem ehemaligen Wiedenester Bahnhof sind die Gleise nach dem Erdrutsch Ende der 1980er-Jahre entfernt worden. Von dort bis Olpe liegen die meisten Gleise heute nicht mehr.
Der öffentliche Nahverkehr wird heute zwischen Niederseßmar und Olpe von der Buslinie 301 gefahren. Die Streckenführung ist fast identisch, da die Bundesstraße, auf der die Buslinie verkehrt, in diesem Bereich fast immer neben oder in der Nähe der alten Strecke verläuft. Daraus erklärt sich, dass bis auf Oberderschlag viele Bushaltestellen neben dem alten Bahnhofs-/Haltepunkt-Standort liegen. Eine direkte Verbindung nach Dieringhausen gibt es nicht mehr.

## Betriebsstellen
Bahnhof Siegburg/Bonn

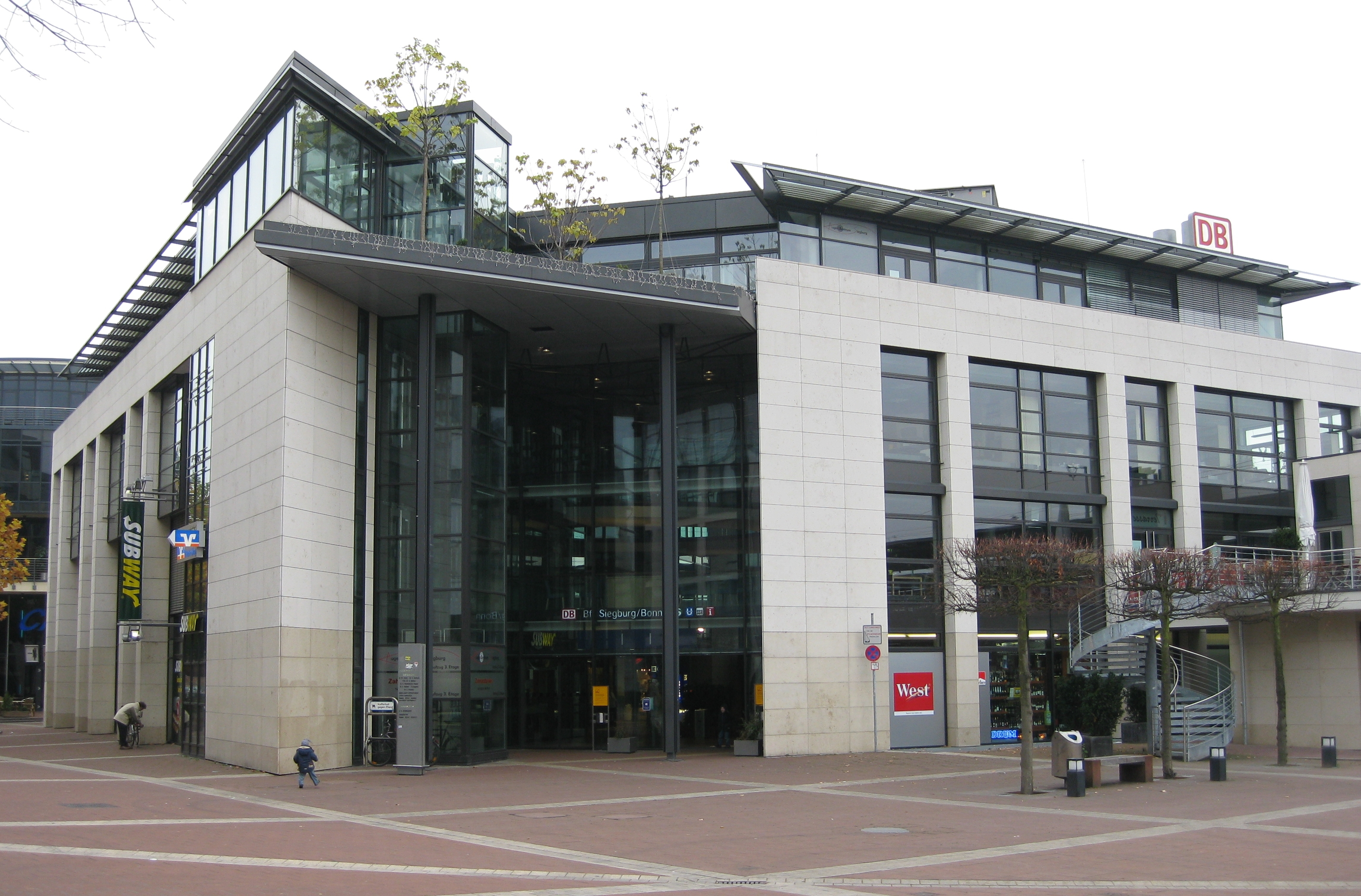
Bahnhof Siegburg/Bonn, 2009

Der Bahnhof liegt an der Siegstrecke von Köln nach Siegen und wurde 1859 als Bahnhof Siegburg eröffnet. Die Aggertalbahn zweigte hier seit 1884 ab. Die Siegburger Bahn, die heute als Straßenbahn betrieben wird, verkehrt ebenfalls ab hier. Im Jahr 2000 wurde das alte Empfangsgebäude abgerissen und das gesamte Gelände umgebaut. Der neue Bahnhof war als ICE-Anschluss der Stadt Bonn an der neuen Schnellfahrstrecke Köln–Rhein/Main gedacht und erhielt daher 2002 den Namen Siegburg/Bonn, 2004 wurde er fertiggestellt.
Anschlussstelle Siegburg Siegwerk
Auf dem Gelände befindet sich ein werkseigener Güterbahnhof, der über das Reststück der westlichen Aggertalbahn von der Rhein-Sieg-Eisenbahn an den Bahnhof Siegburg/Bonn angeschlossen ist.
Bahnhof Siegburg Nord
Dieser Bahnhof wurde 1884 eröffnet und hieß bis 1910 Driesch.
Das Bahnhofsgebäude steht seit dem 29. Oktober 1984 unter Denkmalschutz. Der jetzige Besitzer hat 2009 Bauarbeiten durchgeführt, die das Gebäude wieder in einen einwandfreien Zustand versetzt haben und das Gebäude als Restaurant mit Außengastronomie nutzt.
Die Stadt Siegburg schreibt zu diesem Denkmal: „Es handelt sich um ein 1-geschossiges, verputztes, lang gestrecktes Bahnhofsgebäude der sog. Aggertalbahn, das zwischen 1884 und 1906 erbaut wurde. Zum Bahngleis hin ist ein breites Giebelhaus mit verschiefertem Giebeldreieck ausgeführt. Die Traufkanten und das Dach sind in altdeutscher Deckung eingedeckt. Die Fassade ist gegliedert durch verputzte Wandvorlagen, Rundbogenfenster und zur Straße hin durch einen polygonalen Gebäudeabschluss. An der Südwestseite ist ein breiter Mittelteil vorgezogen der einen ebenfalls verschiefertes Giebeldreieck aufweist. Ein neuzeitlicher Wintergarten befindet sich an dieser Längsseite. Nordwestlich befindet sich ein eingeschossiger Erweiterungsbau mit verschiefertem Satteldach. Es handelt sich um ein Gebäude mit klassizistischen Gestaltungselementen. Zusätzlich hat es Bedeutung, da es eines der wenigen erhaltenen Bahnhofsgebäude an der stillgelegten Aggertalbahnstrecke ist. Der Bahnsteig ist dem eingetragenen Bahnhof zugehörig. In seiner Grundstücksform, bis an die Bahngleise (heutiger Fuß- und Radweg) reichend, entspricht er der historischen Anlage. […] Das Gebäude beinhaltete zeitweise auch eine Bahnhofsgaststätte, war Lagerraum und wurde Anfang der 80er Jahre zu einem Wohnhaus umgebaut, in dem auch kulturelle Veranstaltungen (Dichterlesungen, Ausstellungen etc.) durchgeführt wurden. Diese Nutzung existiert auch heute noch.“
Bahnhof Lohmar
Der Bahnhof Lohmar wurde 1884 eröffnet und bediente neben der Innenstadt auch den Waldabschnitt, da ein Antrag auf die Errichtung eines Haltepunktes dort abgewiesen wurde. Der Bahnhof wurde 1960 geschlossen. Von ihm ist heute nichts mehr zu sehen. Der alte Güterbahnhof wurde 2007 zusammen mit dem angrenzenden, damals leerstehenden, Gewerbegebiet abgerissen.
Bahnhof Donrath
Dieser Bahnhof wurde 1884 eröffnet und bediente vor allem den größeren Stadtteil Donrath, der beim Bau noch eher ein Dorf war und erst mit der Bahnstrecke wuchs. Der Bahnhof wurde ab 1962 nicht mehr bedient und 1971 abgerissen.
Bahnhof Wahlscheid
Der Bahnhof wurde wie die anderen Bahnhöfe zwischen Siegburg und Overath 1884 eröffnet. Anfang 1945 wurde von alliierten Bombern ein Munitionszug im Bahnhof getroffen. Bei diesem Angriff wurde auch der Bahnhof stark verwüstet. Nach den Reparaturen wurde der Bahnhof Wahlscheid 1954 betrieblich unbesetzt und 1960 geschlossen. Das Empfangsgebäude (Wahlscheider Straße 58) steht noch und wird seit den 1980er Jahren als Wohngebäude genutzt.
Bahnhof Overath

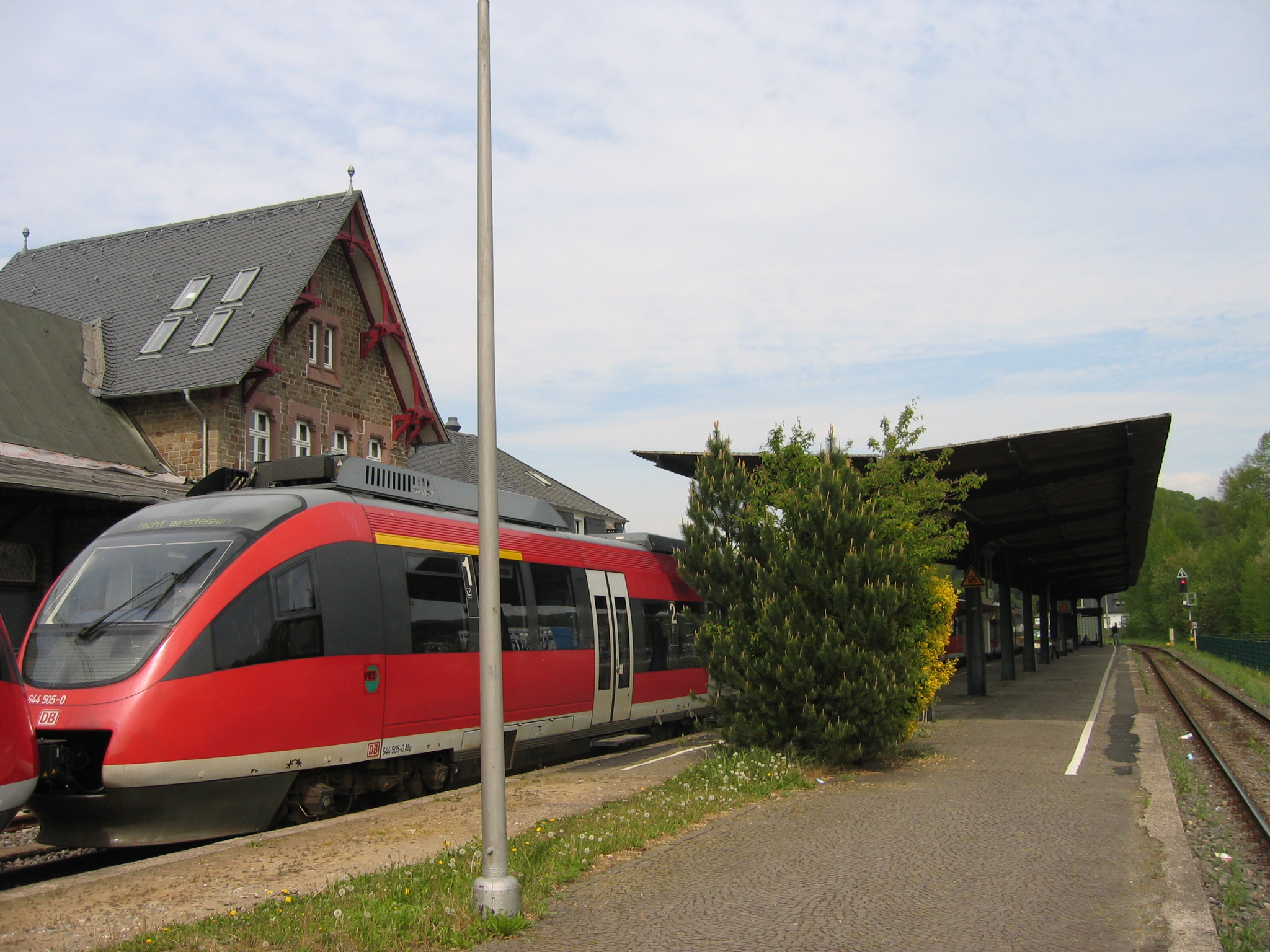
Bahnhof Overath (2007)

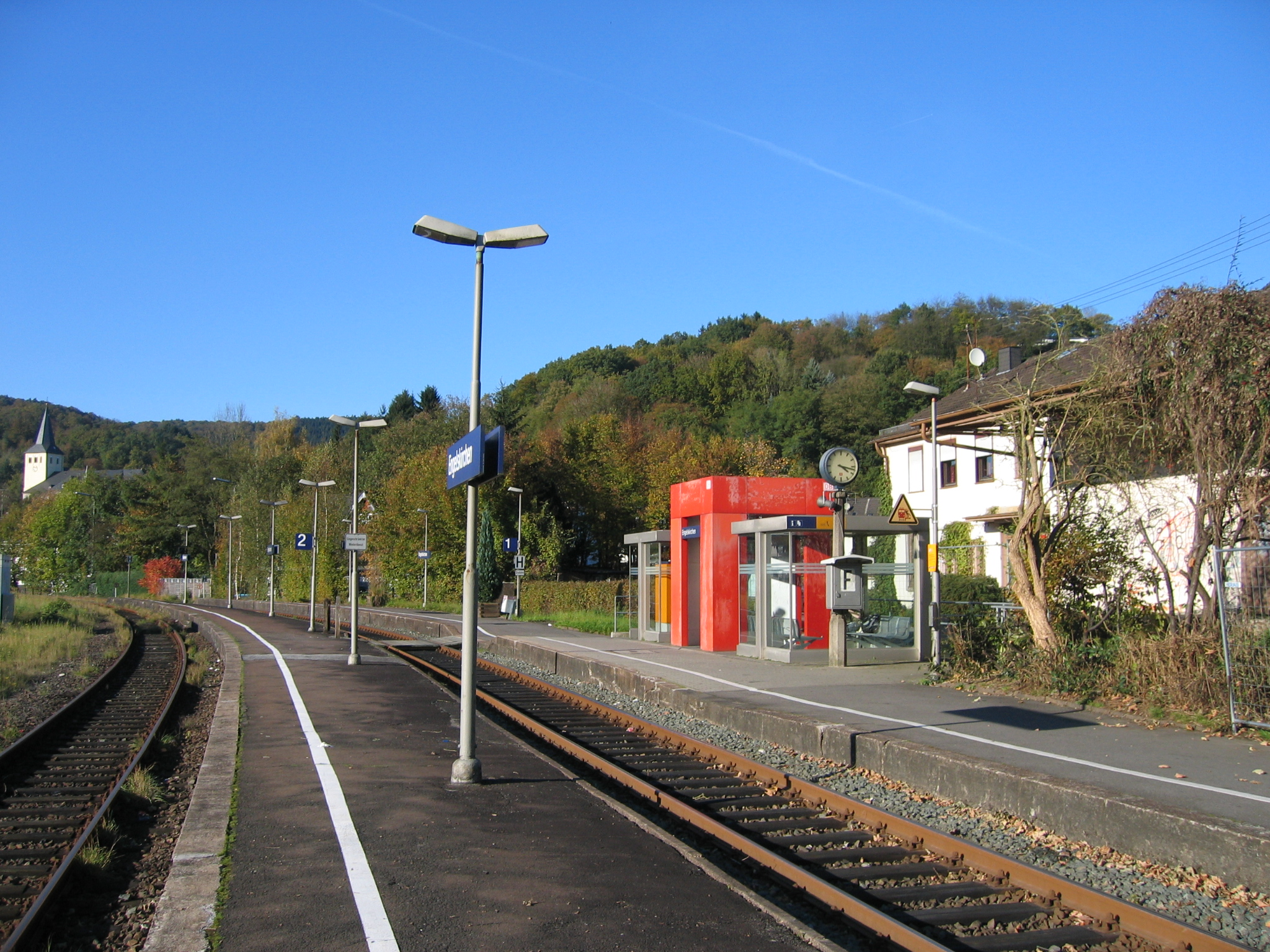
Bahnhof Engelskirchen (2007)

Der Bahnhof wurde 1884 eröffnet. Overath ist seit 2003 betrieblich unbesetzt. Das Overather Empfangsgebäude wurde im Jahre 2008 renoviert und dient als Kulturbahnhof. Neben einer Einrichtung des Verkehrsverbunds Rhein-Sieg (VRS) befinden sich in dem Gebäude eine neu eröffnete Gaststätte und Räumlichkeiten für soziale und kulturelle Veranstaltungen. Der Overather Bahnhof hat nur noch drei Gleise, alle Gütergleise sind abgebaut worden. Heute kreuzen im Bahnhof die Züge der Oberbergischen Bahn.
Haltepunkt Vilkerath
Vilkerath war wie die meisten anderen Betriebsstellen mehrfach Ziel von Bombardements im Zweiten Weltkrieg. Dazu schreibt die Freiwillige Feuerwehr Vilkerath: „Im Frühjahr 1945 wurde ein Personenzug gegenüber dem sog. Herkenrathshäuschen beschossen. Hierbei gab es eine Tote und einen Verletzten. […] Ebenfalls im Frühjahr wurde in Klef ein Munitionszug in Brand geschossen, später ein Güterzug bei Obervilkerath der u.A. mit Medikamenten beladen war.“ Am 2. Oktober 1960 war die Schließung des damals nur noch schwach genutzten Haltepunktes Vilkerath.
Für den Haltepunkt Vilkerath bestehen wegen der mittlerweile veränderten Ortsstruktur Reaktivierungspläne seitens der Stadt Overath. Alternativ wurde in einer Standortstudie der Stadt Engelskirchen ein interkommunaler Haltepunkt in Ehreshoven geplant, wo es ebenfalls früher einen Bahnhof gab. Als Argument wurde genannt, dass Ehreshoven sowohl vom Overather Stadtteil Vilkerath als auch vom Engelskirchener Stadtteil Loope gut erreichbar sei. Dieser Kompromissversuch scheiterte allerdings, wie die Kölnische Rundschau am 19. März 2010 berichtete. Nun setzt sich Engelskirchen für einen Haltepunkt in Loope ein. Nach einem Bericht von Ende 2013 wurden nach Verhandlungen zwischen den Bürgermeistern von Overath und Engelskirchen Gutachter beauftragt, einen Standort zu finden. Sie sprechen sich in fast allen Kriterien für einen Haltepunkt in Vilkerath aus.
Bahnhof Ehreshoven
Der Bahnhof wurde 1884 eröffnet. Im Zweiten Weltkrieg war Ehreshoven mehrfach das Ziel alliierter Bombardements. Bei einem Bombenangriff wurden unter anderem ein Munitionszug im Bahnhof und das nahe Schloss Ehreshoven verwüstet. Das Empfangsgebäude nahm ebenfalls schweren Schaden. Die Feuerwehr Loope schreibt dazu: „In den letzten Kriegsjahren wurde ein im Bahnhof Ehreshoven stehender Munitionszug bombardiert. Den halben Tag lang flogen die Kartuschen in der Gegend rum. Wiesen und Felder waren übersät davon. Am Zug waren auch zwei Waggons mit Medikamenten angehängt. Als diese Feuer fingen, breitete sich eine übelriechende, gelbliche Wolke aus. Später brannte es auch im Bahnhofsgebäude.“ Über einen späteren Einsatz schreibt die Feuerwehr: „Das kleine Schrankenwärterhäuschen am Bahnübergang war weggefegt […] Über die Brücke zu fahren war zu riskant. Deshalb wurden die Verletzten über die Eisenbahnbrücke getragen und von dort aus in ca. acht Touren ins Engelskirchener Krankenhaus gefahren.“
Am 2. Oktober 1960 wurde der Bahnhof zum Haltepunkt zurückgestuft. 1980 wurde der Haltepunkt mangels Auslastung ganz aufgegeben. Das Empfangsgebäude steht noch und ist in Privatbesitz.
Haltepunkt Loope
Am 2. Oktober 1960 wurde der Haltepunkt wegen der Nähe zu Ehreshoven und Engelskirchen aufgegeben. Da die Ortschaften seit der Stilllegung der alten Haltepunkte deutlich gewachsen sind, bestehen für Loope wie für Vilkerath und Ehreshoven Reaktivierungspläne. Für den Bahnhof Loope wurde auch eine Online-Petition ins Leben gerufen.
Bahnhof Engelskirchen
Der Bahnhof wurde 1884 eröffnet und erhielt ein für die Gegend untypisches Empfangsgebäude aus Holz. Der Arbeitskreis Oberbergische Eisenbahngeschichte vermutet aufgrund der aus Recklinghausen stammenden Gebäude der Bahnhöfe Ründeroth und Derschlag eine ähnliche Geschichte. Hier gab es auch die Übergabe zur schmalspurigen Leppetalbahn. Im März 1945 wurde bei einem Bombenangriff nicht nur der Bahnhof zerstört. Ihn traf es aber besonders, da ein langer Zug mit 50 Wagen, gefüllt mit Munitionsnachschub, direkt getroffen wurde. Die nachfolgende Explosion verwüstete den Bahnhof und das Empfangsgebäude wurde zerstört. Es wurde nach dem Krieg wieder aufgebaut.
Der Bahnhof besitzt heute nur noch das Durchfahrgleis und ein Ausweichgleis. die Gütergleise wurden nach der Aufgabe des Güterverkehrs 1997 zurückgebaut. Der Bahnhof war bis 2013 der einzige Ort der Strecke, an dem noch Formsignale in Betrieb waren. Im Jahr 2013 und 2014 wurden diese entfernt sowie der Bahnhof mit einem neuen Bahnsteig und neuer Signaltechnik ausgestattet.
Bahnhof Ründeroth

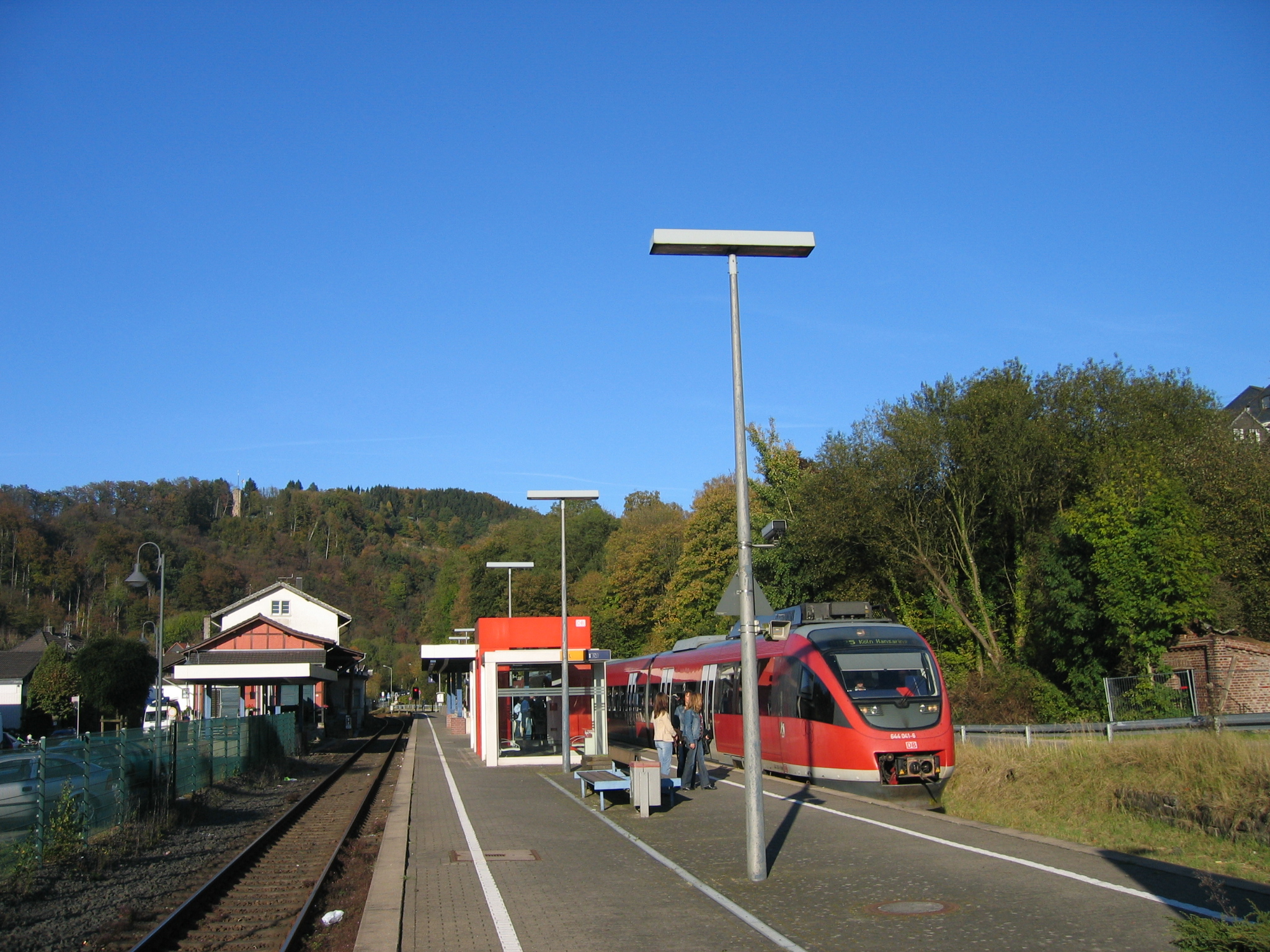
Bahnhof Ründeroth (2007)

Dieser Bahnhof war von 1884 bis zur Eröffnung des Abschnitts nach Derschlag im Jahr 1887 das Streckenende. Ab dem 15. Oktober 1884 gab es eine Lokstation in Ründeroth. Weiter östlich gab es bis dato kaum Bahnanschlüsse, und das resultierende hohe Güteraufkommen war nicht erwartet worden. Um der Überlastung zu begegnen erfolgte ein Ausbau der Anlagen. In den 1980er-Jahren wurde der Bahnhof umgebaut und erhielt einen neuen Bahnsteig. Das bisherige Ladegleis wurde dabei entfernt. Hier sind wie an anderen Bahnhöfen auch die Gütergleise entfernt worden. Das Empfangsgebäude steht heute unter Denkmalschutz.
Bahnhof Osberghausen
Diese Station wurde 1887 eröffnet und hieß bis 1897 Wiehlbrück. Der Bahnhof wurde nach großem Ausbau mit wesentlich mehr Gleisen bei der Eröffnung der Wiehltalbahn umbenannt. Hier gab es zeitweise eine Lehrlingswerkstatt des Bahnbetriebswerks Dieringhausen. Im März 1945 wurde der Bahnhof bei einem Bombenangriff schwer beschädigt. Der Bahnhof verlor nach der Stilllegung des Personenverkehrs auf der Wiehltalbahn seine vorherige Bedeutung als Umsteigebahnhof. Das Fahrdienstleiterstellwerk wurde 1985 abgerissen, ab der gleichen Zeit war der Bahnhof unbesetzt. Das kleinere Stellwerk steht noch und ist in Privatbesitz. Seit dem 23. Mai 1982 hielt hier kein Personenzug mehr, bis die Wiehltalbahn 1997 einen nur von ihr selbst genutzten neuen Bahnsteig, etwas abseits von der Lage der ehemaligen Bundesbahn-Bahnsteige, errichtete. Der Bahnhof ist heute eine Ausweichanschlussstelle und besteht heute nur noch aus zwei Gleisen und dem Gleis der Wiehltalbahn. Die anderen Gleise sind zum Teil entfernt worden, auf den anderen stehen Container eines hier ansässigen Unternehmens. Der Lokschuppen der alten Werkstatt ist immer noch vorhanden und in Besitz dieses Unternehmens.
Haltepunkt Brunohl
1929 wurde der Abschnitt Osberghausen – Dieringhausen zweigleisig ausgebaut. Brunohl wurde zum einzigen Haltepunkt mit zwei Bahnsteigen in der Region. Ab dem 2. Oktober 1960 hielt hier kein Zug mehr. Die Bahnsteige existieren noch, sind aber sehr überwuchert.
Bahnbetriebswerk Dieringhausen

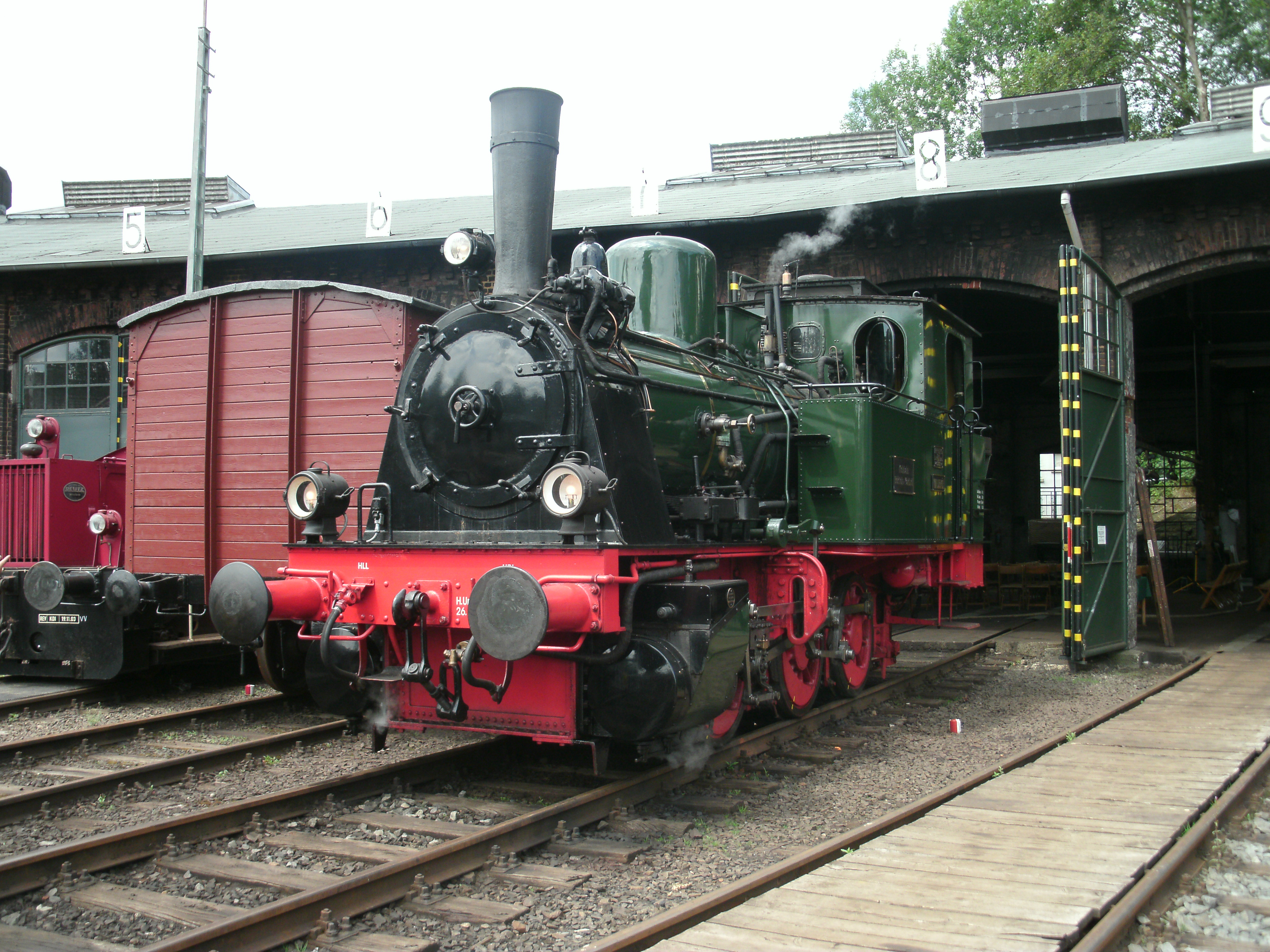
Fahrzeuge im Eisenbahnmuseum Dieringhausen

Ab 1884 gab es eine Lokstation in Ründeroth. Sie wurde beim Weiterbau Richtung Gummersbach am 1. Oktober 1893 gleichzeitig mit der Inbetriebnahme der Volmetalbahn durch das Bahnbetriebswerk ersetzt. Dieses war das einzige Bahnbetriebswerk der Region und machte Dieringhausen zu einem Eisenbahnknotenpunkt. 1982 wurde das Bahnbetriebswerk Dieringhausen geschlossen und ein Jahr später von Eisenbahnliebhabern zum Eisenbahnmuseum umgestaltet, welches bis heute besteht. Das Bahnbetriebswerk steht unter Denkmalschutz.
Bahnhof Gummersbach-Dieringhausen

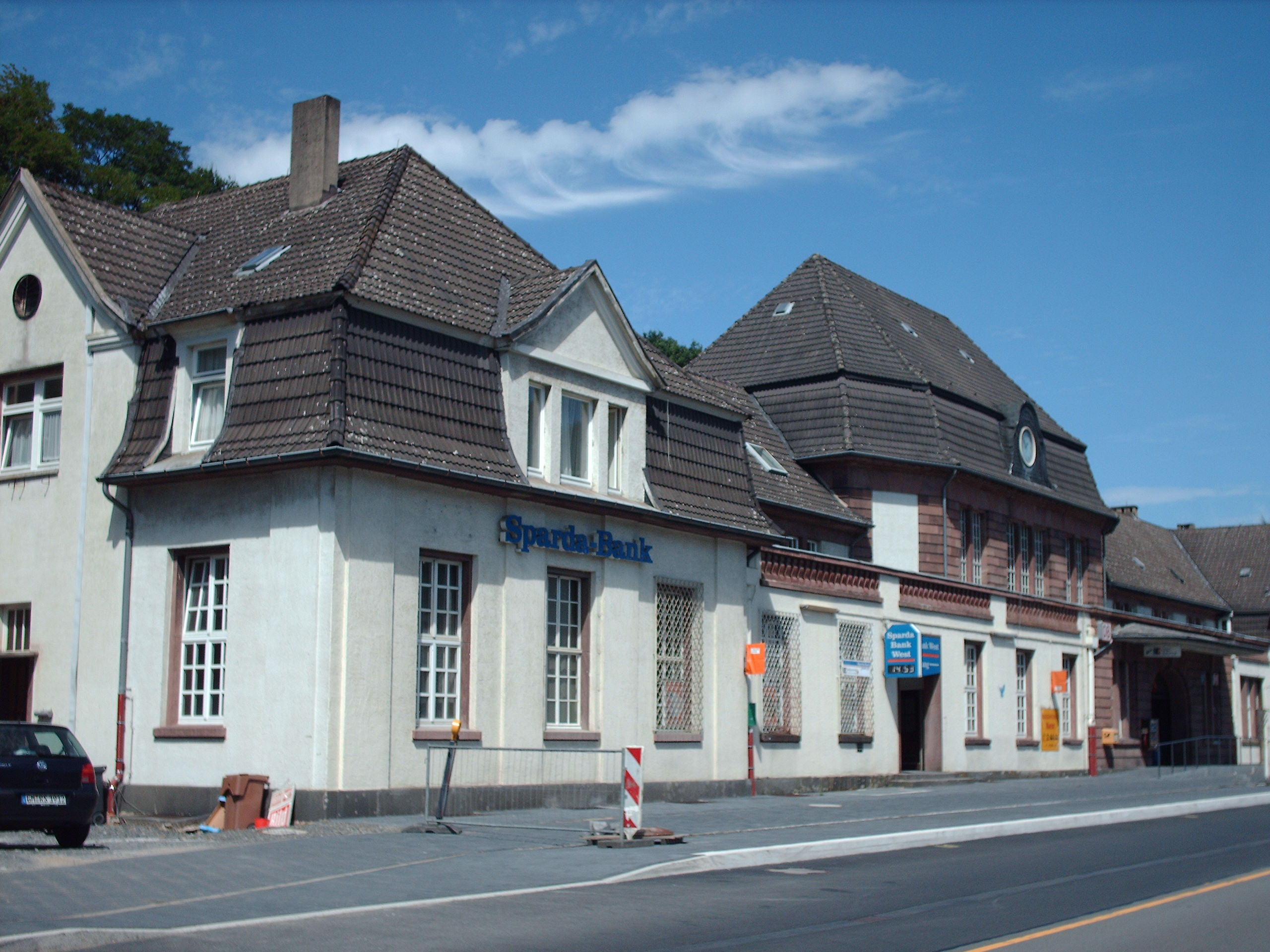
Bahnhof Dieringhausen (2007)

Der erste Bahnhof wurde 1887 eröffnet. Der neuere Bahnhof ist seit dem Bau der größte in der Region und war bis Ende der 1970er-Jahre auch der wichtigste. Der Bahnhof war nicht nur Endbahnhof vieler Eisenbahnlinien, sondern auch Halt von Eilzügen. In Dieringhausen kreuzen die Züge der Oberbergischen Bahn aus Richtung Köln mit denen aus Richtung Marienheide. Der Bahnhof ist seit 2003 betrieblich unbesetzt. Sowohl das Empfangsgebäude des ersten Bahnhofs neben dem Bahnbetriebswerk als auch das neuere und größere Empfangsgebäude stehen unter Denkmalschutz. Bis Ende 2018 trug er den Namen Dieringhausen.
Haltepunkt Vollmerhausen Tal
Mit dem Weiterbau der Strecke nach Derschlag wurde dieser Haltepunkt 1887 errichtet. Im Oktober 1914 bekam der Haltepunkt im Zuge der Gleisumverlegungsarbeiten ein eigenes Gebäude, das aber hauptsächlich der nebenan liegenden Anschlussstelle Vollmerhausen diente. 1924 wurde er wie der nebenan liegende Haltepunkt Vollmerhausen Berg an der Volmetalbahn trotzdem bereits aufgegeben. Der Grund dafür war mangelnde Auslastung wegen der mit 900 Metern nur geringen Entfernung zum neu gebauten, weiter östlich als zuvor liegenden, Bahnhof Dieringhausen.
Anschlussstelle Vollmerhausen (Bz Köln)/Vollmerhausen-Kaserne
Hier existierte eine Ladestelle für Güter aller Art und Stückgut. Die Verlängerung des Ladegleises führte zum Standort des Luftwaffenversorgungsregiments 8 der Bundeswehr, welches nach der Schließung der Textilfabrik Krawinkel das ehemalige Fabrikgelände bezog und den Gleisanschluss vor allem für die Fahrzeugverladung nutzte. Hier befindet sich heute ein Gewerbegebiet.
Anschlussstelle Vollmerhausen-Baldus
Hier existierte eine Ladestelle der Firma Baldus im Ortsteil Friedrichsthal, der Anschluss hatte zwei Gleise. Das Unternehmen wurde 1990 liquidiert.
Bahnhof Niederseßmar

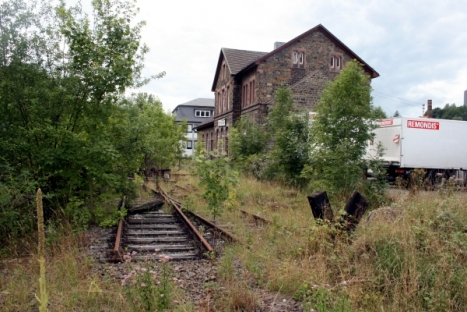
Bahnhof Niederseßmar (2010)

1887 wurde in Niederseßmar der erste Bahnhof mit dem Namen Gummersbach eröffnet. Er wurde 1893 mit der Eröffnung der Volmetalbahn von Dieringhausen nach Brügge in Niederseßmar umbenannt. Seit damals ist der Innenstadtbahnhof an der Volmetalbahn die Station Gummersbach. Der Bahnhof diente vor allem als Übergabestelle für die Gummersbacher Kleinbahnen und Transportstelle für einen damals wichtigen lokalen Schlachthof neben dem Bahnhof.
Ab 1973 war der Bahnhof betrieblich unbesetzt. Am 24. September 1974 brannte der Güterschuppen ab. Als die Bahn 1994 den Gesamtverkehr nach Bergneustadt aufgab, fand hier bis zum 31. Dezember 1996 noch Güterverkehr mit Kesselwagen für ein hier ansässiges Fotolabor (Dr. Mycinski Photochemikalien) statt.
Die Bahnsteige waren schon Jahre vorher abgerissen worden. An der Stelle, an der sich früher die Ladegleise befanden, stehen heute Gewerbebetriebe. Das Empfangsgebäude aus Bruchstein steht unter Denkmalschutz und hat noch seine alte Namenstafel. Zum Datum der Aufnahme in die Denkmalliste werden zwei unterschiedliche Daten im Denkmalverzeichnis angegeben: der 7. Januar 1986 und der 1. September 1986. Gleise liegen hier seit 2013 nicht mehr.
Haltepunkt Rebbelroth
Der Haltepunkt wurde auf Wunsch des Fabrikanten Bubenzer angelegt und am 20. Dezember 1895 eröffnet. Die Baupläne des Dienstgebäudes wurden am Haltepunkt Röspe an der Bahnstrecke Altenhundem–Birkelbach noch einmal verwendet. Bereits 1921 wurde der Rebbelrother Haltepunkt aufgegeben, weil er verkehrsungünstig außerhalb des Ortskerns lag, dort hatte er nur für eine einzige Firma Vorteile. Den Personenverkehr der Rebbelrother Einwohner übernahmen die Gummersbacher Kleinbahnen. Bald danach wurde auch der Bahnsteig entfernt. Das Dienstgebäude des Haltepunktes steht heute noch und ist in Privatbesitz. Das Gebäude steht im Gegensatz zu den Bahnhofsgebäuden der Strecke auf Gummersbacher Stadtgebiet nicht unter Denkmalschutz.
Bahnhof Derschlag

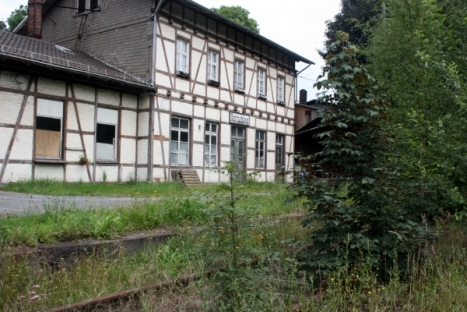
Bahnhof Derschlag (2010)

Der Bahnhof wurde 1887 eröffnet. In Derschlag gab es bis in die 1950er-Jahre zwei Bahnhöfe, der zweite Bahnhof auf dem Platz des heutigen Busbahnhofs und Schützenplatzes war Teil der Gummersbacher Kleinbahnen, von ihm ist nichts mehr zu sehen. Das Empfangsgebäude des Staatsbahnhofs ist noch vorhanden und steht unter Denkmalschutz, ebenso waren bis Februar 2013 die meisten Gleise noch existent.
Haltepunkt Oberderschlag
Da der Bahnhof Derschlag in der westlichen Ortshälfte lag und der Weg nach Bergneustadt sehr weit war, wurde dieser Haltepunkt 1896 gebaut. Er bediente den westlichen Teil von Bergneustadt mit. Der Haltepunkt ist nach 2004 im Rahmen von Bauarbeiten für eine Straße zu einem Umspannwerk größtenteils verschwunden.
Anschlussstelle Derschlag-Kaußen
Ab 1930 wurde diese Anschlussstelle eingerichtet, zunächst mit der Bezeichnung Derschlag-Wahlefeld. Für diesen Anschluss bekamen die Bahnhöfe Derschlag und Bergneustadt je ein Ausfahrsignal, um die Sperrfahrten zu sichern.

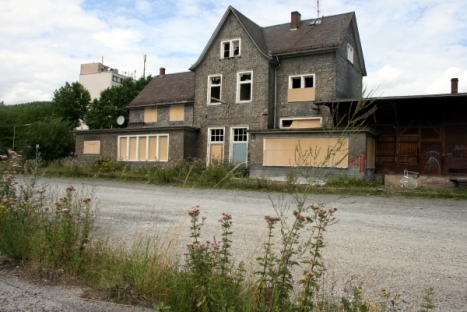
Bahnhof Bergneustadt
Hier gab es von der Eröffnung im Jahre 1896 an eine kleine Lokstation für zwei Lokomotiven, zudem ein Stellwerk, ein Postgebäude und einen Güterschuppen. Der Bahnhof hatte acht Gleise, 10 Weichen und einen Wasserturm mit zwei Kränen. Trotz Protest der Stadt Bergneustadt verlegte die Bahndirektion die Lokstation bei Eröffnung des Lückenschlusses Bergneustadt – Olpe nach Olpe. 1912 bekam der Bahnhof eine großzügige Erweiterung für die Güterabfertigung. 1930 wurde der Bahnhof großzügig erweitert, um den gestiegenen Anforderungen gerecht zu werden. Das Empfangsgebäude wurde zwischen August 1937 und August 1938 umgestaltet und durch einen Stellwerksanbau erweitert, dabei erhielt Bahnsteig 1 eine Überdachung.
Der Fahrkartenschalter wurde nach der Stilllegung des Personenverkehrs 1979 noch bis zum 24. September 1988 betrieben. Das Empfangsgebäude stand seit der Stilllegung von Niederseßmar nach Bergneustadt 1994 leer und verfiel immer mehr. Zuletzt war es in Eigentum der Firma ISE und wurde dann Ende 2008 abgerissen.
Bahnhof Wiedenest
Mit der Eröffnung der Teilstrecke von Bergneustadt nach Olpe feierte die Bevölkerung 1903 die Eröffnung auch dieses Bahnhofs. Im Zweiten Weltkrieg wurde die Nachrichtenmeisterei aus Köln provisorisch hierhin verlegt, um sie vor Bombenangriffen in der schwer getroffenen Metropole zu schützen. Auch die Werkfeuerwehr des recht weit entfernten Reichsbahnausbesserungswerkes in Opladen wurde hier übergangsweise stationiert. Der Bahnhof Wiedenest wurde trotzdem von Fliegerangriffen beschädigt, wenn auch nicht so schwer wie die Bahnhöfe Olpe und Dieringhausen.
Hier befand sich ab 1947 an der östlichen Ausfahrt der Anschluss der Firma Schriever & Hähner. 1973 zog die Bundesbahn das Personal ab, das marode Empfangsgebäude wurde danach im Rahmen einer offiziellen Feuerwehrübung kontrolliert abgebrannt. Heute findet man hier noch den Betonprellbock des Ladegleises sowie den Haus- als auch den gleislosen Mittelbahnsteig.
Haltepunkt Pernze
Der Haltepunkt wurde erst 1905, also zwei Jahre nach Eröffnung des Streckenabschnitts, eröffnet, weil die Bewohner wegen des langen Weges nach Wiedenest und Hützemert protestierten. Fahrkarten wurden in einem anliegenden Haus in Agentur verkauft. Das Wartehäuschen steht immer noch.
Bahnhof Hützemert

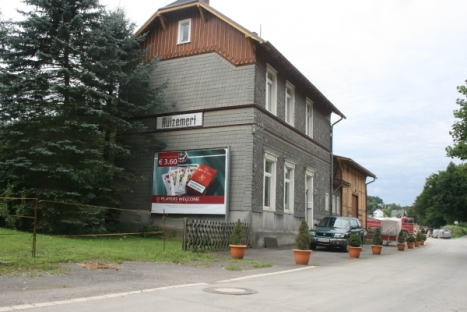
Bahnhof Hützemert (2010)

Der Bahnhof war der erste der Strecke auf westfälischem Gebiet und wurde 1903 eröffnet. Er hatte zunächst vier Gleise. Zu Beginn des Zweiten Weltkriegs erhielt der Bahnhof einen Stellwerksanbau. 1965 wurde der Bahnhof Hützemert in einen Haltepunkt umgewandelt. Hier sind noch die Bahnsteiglampen und das Wartegebäude vorhanden, ebenso die Namenstafel am Empfangsgebäude und ein Gleisrest mit einem Güterwagen. Der Güterwagen wurde dem Besitzer des Gebäudes bei der letzten Fahrt aus Richtung Olpe zugestellt. Das Empfangsgebäude in Hützemert wurde am 17. Februar 2008 als letztes noch erhaltenes Bahnhofsgebäude auf Drolshagener Gebiet in die Denkmalliste der Stadt aufgenommen. Das Westfälische Amt für Denkmalspflege schrieb dazu: „Das kleine Bahnhofsgebäude Hützemert (rückseitiger Anbau nicht Bestandteil des Denkmals), das weitgehend baugleich ist mit dem abgebrochenen Bahnhof Eichen, ist durch seine im Detail sehr sorgfältige und ansprechende Gestaltung ein gutes Beispiel für die Architektur kleinerer Stationsgebäude zur Zeit kurz nach der Jahrhundertwende. In Verbindung mit dem Güterschuppen dokumentiert es als letztes erhaltenes Bahnhofsgebäude auf Drolshagener Stadtgebiet zudem den einstigen Güterumschlag auf dieser Eisenbahnstrecke und die Güterabfertigung auf den Bahnhöfen des Drolshagener Landes.“ Nach einer längeren Renovierung des Gebäudes durch Ehrenamtliche und dem Heranschaffen von weiteren Fahrzeugen (einer Lokomotive und zwei Waggons) aus dem Eisenbahnmuseum Dieringhausen dient das Gelände ab Anfang September 2014 als neuer kultureller Dorfmittelpunkt mit Gastronomie. Der Radweg, der auf der Trasse entstanden ist, gehört zum Konzept dazu.
Bahnhof Drolshagen
Der Bahnhof hatte ab der Eröffnung 1903 zunächst vier Gleise. Von 1910 bis in die 1930er-Jahre wurde hier eine Feldbahn, genannt Stupperbahn der Firma Jungjohann & Siebel von deren Steinbruch Stupperhof zum Bahnhof betrieben. Außerdem gab es, von 1920 bis in die 1980er-Jahre, auch die Umladeanlage für die Schmalspurbahn der Firma Meyer+Teubner, von der man noch Überreste sieht. Der Bahnhof war ab 1976 eine unbesetzte Haltestelle. Das Empfangsgebäude wurde 1986 trotz damals bestehendem Denkmalschutz abgerissen, an der Stelle steht seitdem eine Lagerhalle. Das Gleisfeld ist inzwischen überteert worden.
Bahnhof Eichen
Der Bahnhof hatte wie Hützemert und Drolshagen ab der Eröffnung 1903 ebenfalls zunächst vier Gleise. Er wurde 1957 als erster Bahnhof aufgelöst und in einen Haltepunkt umgewandelt. Das Bahnhofsgebäude steht seit Ende der 1960er-Jahre nicht mehr. Hier wurde bis 1995 noch ein auch nicht mehr vorhandenes Tankgaslager bedient. Die Gleise und der Güterschuppen sind ebenfalls entfernt worden. Allerdings sind die Bahnsteige immer noch vorhanden.
Haltepunkt Olpe

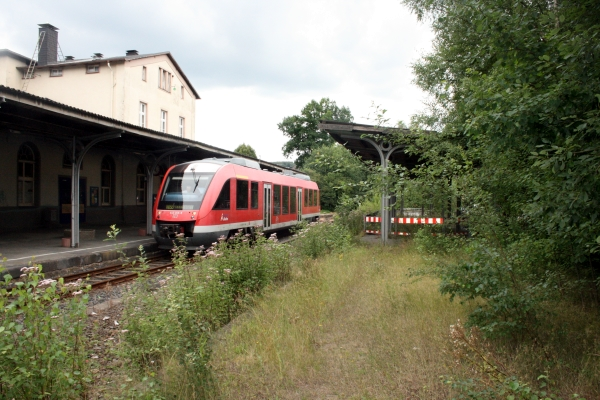
Zug im Bahnhof Olpe (2010)

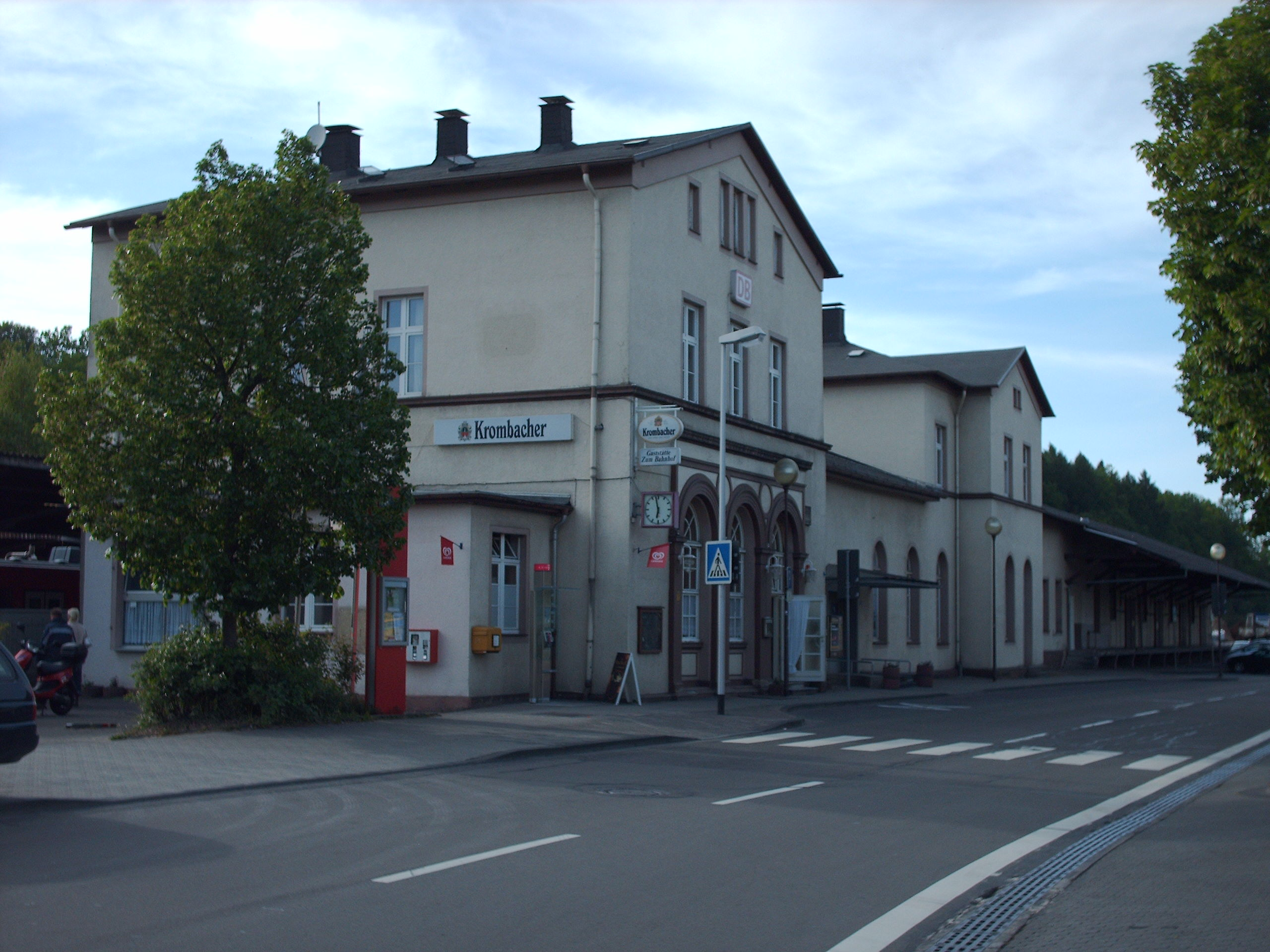
Bahnhofsgebäude Olpe (Straßenseite)

Der Bahnhof wurde 1875 eröffnet. Ursprünglich sollte auch die Bahnstrecke Meinerzhagen–Krummenerl hier herführen, die Verlängerung wurde aber nicht mehr gebaut.
Der Bahnhof war ein Knotenpunkt zwischen dem noch vorhandenen und dem stillgelegten Teil der Bahnstrecke Finnentrop–Freudenberg sowie der daran angrenzenden Asdorftalbahn und der Aggertalbahn. In Olpe gab es auch ein Bahnbetriebswerk, das aber reine lokale Bedeutung hatte. Die meisten Aufgaben wurden vom Bahnbetriebswerk in Dieringhausen geleistet. Mit dem Aufkommen der Schienenbusse in den 1950er-Jahren wurde das Bw in Olpe bedeutungslos und aufgelöst.
Im September 1944 wurde der Bahnhof von Jagdfliegern bombardiert, dabei explodierte ein Treibstoffzug. Das Empfangsgebäude, das Bahnhofsbüro, der Güterschuppen und zwei Lokomotiven wurden bei weiteren Angriffen schwer beschädigt.
Seit der Stilllegung von Dieringhausen nach Olpe und Olpe nach Freudenberg ist der Bahnhof nur noch ein Haltepunkt und zugleich das Streckenende der Bahnstrecke Finnentrop–Freudenberg. Seit 2002 ist der Bahnhof unbesetzt. Aufgrund mangelnder Pflege und ausbleibenden Investitionen verfiel der Haltepunkt zudem stark. Im Jahr 2015 wurde der Haltepunkt an den neu entstandenen zentralen Omnibusbahnhof einige hundert Gleismeter in Richtung Finnentrop verlegt. Der Güterschuppen wurde abgerissen, das leerstehende Empfangsgebäude soll in das in Planung befindliche neue Olper Rathaus integriert werden.

## Fahrzeugeinsatz

### Lokomotiven und Triebwagen

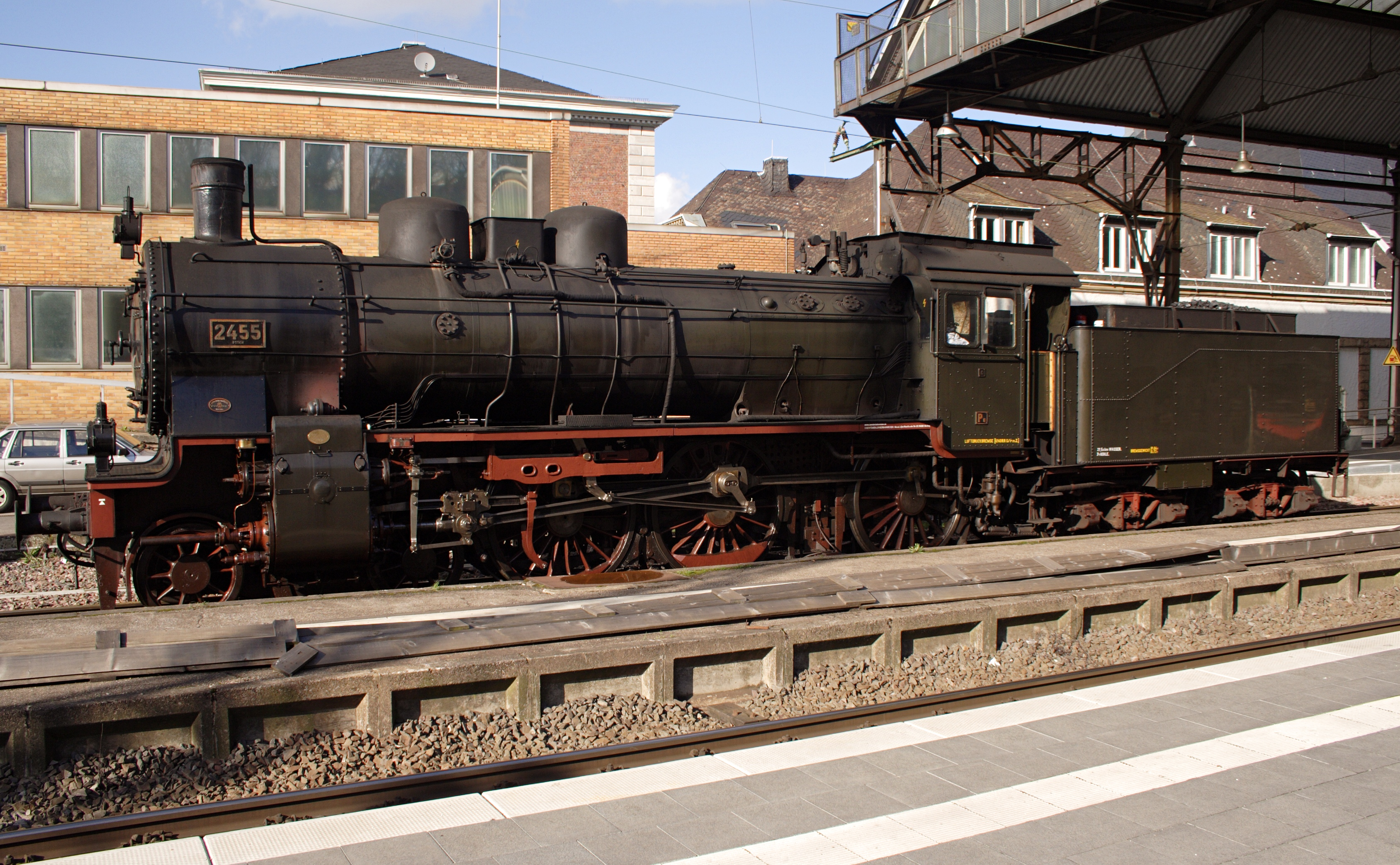
Dampflokomotive der preußischen Baureihe P 8, die zeitweise auch in Dieringhausen stationiert war

Zuerst fuhren auf der Strecke die Fahrzeuge der Bergisch-Märkischen Eisenbahn-Gesellschaft und der Köln-Mindener Eisenbahn-Gesellschaft. Um 1890 wurden Lokomotiven der Gattung T 3 und Gattung T 7 eingesetzt. Ab 1900 kamen auch Maschinen der Gattung T 9.3, Gattung T 12 und Gattung T 8 auf die Strecke, die bis 1920 blieben.
Nur die T 9.3, die für die Strecke zwischen Siegburg und Overath ausreichend war, und die T 12 blieben danach im Einsatz. Die anderen Maschinen wurden durch die Gattungen T 16.1, G 10 (für Güterzüge) und P 8 (für Personenzüge) ersetzt.
Während der Ruhrbesetzung kamen auch Maschinen der Baureihe G 8 zum Einsatz.
Im Zweiten Weltkrieg kamen Lokomotiven der Baureihen 86 und 50 auf die Strecke. Viele der hierher im Krieg umgeleiteten Züge wurden von anderen Baureihen bespannt, die hier nicht üblich waren, wie zum Beispiel die 50 ÜK ohne Läutwerk.
Nach dem Zweiten Weltkrieg waren Lokomotiven der Baureihen 38.10–40, 56.20–29, 57.10–35 und 74.4–13 üblich. Die Strecke von Siegburg nach Overath wurde von Lokomotiven der Baureihe 93.5 aus dem Bahnbetriebswerk in Bensberg befahren. Zusätzlich wurde ab 1940 an vielen Bahnhöfen der Strecke die DR-Kleinlokomotive Leistungsgruppe II (Köf II) eingesetzt.
Nur kurzzeitig kamen Triebwagen der Baureihe VT 36.5 als Eilzüge zum Einsatz. 1952 ersetzte die Bundesbahn die Baureihe 74.4–13 durch die Baureihe 86 und 1959 die Baureihe 56 durch die Baureihe 50.
Wie auf anderen Nebenbahnen wurden in den 1950er-Jahren viele bisher von Dampflokomotiven erbrachte Personenzugleistungen schrittweise durch die Uerdinger Schienenbusse der Baureihe VT 98/798 und VT 95/795 ersetzt. Diese waren günstiger in Wartung und Betrieb und für die Auslastung der Strecke angeblich besser geeignet.
Eine der letzten Dampflokomotiven auf der Strecke war die 50 022, die ihren Dienst von 1967 bis 1968 vor Personenzügen tat. Das Bahnbetriebswerk Dieringhausen war ihre letzte Heimat, sie wurde am 11. Dezember 1968 ausgemustert.
Ab 1969 gab es nur noch selten Dampflokeinsätze. Die Strecke zwischen Dieringhausen und Olpe war für Dampfloks nicht mehr zugelassen, weil die Brandschutzstreifen beiderseits der Strecke nicht mehr gepflegt wurden. Im Bahnbetriebswerk Dieringhausen waren nur noch Diesellokomotiven stationiert, hauptsächlich Lokomotiven der Baureihe 211 (V 100.10) und die weit verbreiteten Schienenbusse. Dazu kamen Lokomotiven der Baureihe 212 (V 100.20) und Baureihe 215 unmittelbar vor der City-Bahn-Zeit vom Bahnbetriebswerk Köln-Nippes. Selten fuhren auch andere Lokomotiven wie die der Baureihe 218.
Zwischen Siegburg und Lohmar kamen zuletzt bis 1972 die Baureihen 55.25–56 und 50 und danach die Baureihen 211, 260, 290 und Köf II zum Einsatz.
Der Güterverkehr wurde nun von Loks der Baureihen 211, 212 und von 1992 bis 1997 der Baureihe 290 durchgeführt.
Für das Projekt City-Bahn auf der Linie von Köln nach Meinerzhagen an der Volmetalbahn wurden 1984 zehn Lokomotiven der Baureihe 218 des Bahnbetriebswerks Hagen in reinorange (RAL 2004) mit kieselgrauer Bauchbinde umlackiert und mit farblich dazu passenden n-Wagen als Wendezüge im Taktverkehr eingesetzt. Diese Zuggarnituren stellen eine Besonderheit in der Eisenbahngeschichte dar, denn sie waren nur hier und danach ab 1992 im S-Bahn-Vorlaufbetrieb auf der S 12 zwischen Köln und Au (Sieg) im Regeleinsatz unterwegs.
Von 1999 bis Juni 2014 fuhren auf der Strecke im Regelbetrieb nur noch dieselelektrische Triebwagen der Baureihe 644 in Doppel- oder Dreifachtraktion. 2014 wurden diese abgezogen und durch Diesel-Triebwagen der Baureihen Alstom Coradia LINT 54 und 81 ersetzt. Zudem sind der Triebwagen und die Sonderzüge der Wiehltalbahn sporadisch unterwegs.

### Personenwagen
Ab den 1920er Jahren waren auf der Strecke vor allem die sogenannten Donnerbüchsen unterwegs. Später kamen auch viele Umbauwagen zum Einsatz, zum Beispiel Wagen der Gattung B3yg, dazu Gepäckwagen der Gattung BD3yg. Außerdem waren zweiachsige Gepäckwagen der Bauarten Di bzw. Pwi im Einsatz.
Von den 1960er Jahren an waren neben den Schienenbussen die zumeist hinter eine Lokomotive der Baureihe 211 angehängten n-Wagen mit Steuerwagen der Gattung BDnf am häufigsten auf der Strecke unterwegs. So bestanden zum Beispiel die Heckeneilzüge des Kardinalsexpress aus einer Lokomotive der Baureihe V 100 und mindestens drei solcher auch als Silberlinge bezeichneten Wagen. Als die Strecke von Dieringhausen und Olpe im Personenverkehr schon stillgelegt war, kamen diese Wagen auf der Gesamtstrecke bis zur Einführung der City-Bahn immer noch zum Einsatz. Danach wurden sie für den Einsatz als City-Bahn auf der Köln-Gummersbacher-Strecke umgebaut und umlackiert.

### Güterwagen
Den häufigsten Anblick auf der Strecke boten die gedeckten Güterwagen der Regelbauart G 10.
Viele Jahre lang fuhren die sogenannten Leig-Einheiten im Stückgut-Schnellverkehr, entweder als einheitlicher Pullman-Zug, oder in einen Personen- oder Güterzug eingereiht, bis der Stückgutverkehr im Oberbergischen Kreis eingestellt wurde.
Bei der City-Bahn waren gelegentlich Packwagen der Bauart Dm 903 eingereiht.
Im Eisenbahnmuseum Dieringhausen befindet sich ein Packwagen mit Fahrgastabteil der Bauart Pwgs 41, der früher zwischen Dieringhausen und Olpe eingesetzt war.

### Dienstfahrzeuge
Im Winter wurde auf der gesamten Strecke oft ein Klima-Schneepflug eingesetzt.
Ab Ende der 1930er Jahre kam ein Schnellzuggepäckwagen der Bauart Pw 4ü Pr 04 als Hilfszugwagen zum Einsatz, zusammen mit einem gedeckten Güterwagen, beide in der Farbe der Reisezugwagen lackiert. Beide Wagen wurden Ende der 1950er Jahre durch einen Einheits-Hilfszuggerätewagen ersetzt, der aus einem MDi-Behelfspackwagen entstand.

## Unfälle
- 1928: Ein Zug aus Olpe fuhr in Eichen ein, die letzten drei Personenwagen entgleisten in der Bahnhofseinfahrt. Dabei kippte der letzte Wagen um. Es gab eine Tote und 5 Verletzte.[133]
- Mitte der 1930er-Jahre: Eine Dampflokomotive der Baureihe 74 (788) und eine der Baureihe 57 (1761) fuhren an einer Weiche im Bahnhof Dieringhausen seitlich zusammen (Flankenfahrt) und stießen sich gegenseitig von den Gleisen.[134]
- 1942: In Drolshagen geriet beim Rangieren ein Güterwagen außer Kontrolle und rollte das Gefälle Richtung Olpe herab. Der Waggon wurde auf das Schuppengleis in Eichen geleitet und zerschellte dort.[135]
- Dezember 1943: Zwischen Drolshagen und Eichen stießen die zwei Dampflokomotiven des aus Dieringhausen kommenden Personenzugs mit Baureihe 86 und des aus Olpe kommenden Güterzugs mit Baureihe 74 zusammen. Der Grund war menschliches Versagen, der Güterzug hätte in Eichen die Zugkreuzung abwarten müssen. Einer der Heizer verlor sein Leben.[135]
- Während des Zweiten Weltkriegs: Eine Lok fuhr über das Sandgleis – ein Schutzgleis, um Wagen beim Rangieren vor dem Wegrollen in Richtung Olpe zu hindern – hinaus und stürzte vom Gleis den Bahndamm hinab.[135]
- 1950: Die Dampflokomotive 86 712 entgleiste in Niederseßmar wegen einer falsch gestellten Weiche an der Bahnhofsausfahrt Richtung Derschlag und landete im seitlichen Graben.[136]
- 1955: Eine Dampflokomotive der Baureihe 86 mit einem Güterwagen verunglückte zwischen Overath und Bachermühle und fiel neben der Trasse vollständig auf die Seite.[137]
- 31. Mai 1993: Der vorletzte Personensonderzug, der auf dem Abschnitt zwischen Dieringhausen und Olpe unterwegs war, verkehrte im Rahmen des Frühlingsfestes des Eisenbahnmuseums für Pendelfahrten nach Bergneustadt und zurück mit je einer Lok an beiden Enden. Die bergseitig angebrachte Lok entgleiste in Derschlag auf Gleis 2 am westlichen Bahnübergang mit dem unmittelbar dahinter hängenden Wagen und landete in Schieflage im Schotter neben dem Gleis. Es gab nur Leichtverletzte und Sachschaden. Gleis 2 wurde nach dem Unfall bis zur Stilllegung nicht mehr repariert und blieb gesperrt, stattdessen wurde bis zur Stilllegung des Güterverkehrs zwischen Niederseßmar und Bergneustadt im Jahr 1994 Gleis 1 als Durchfahrgleis genutzt.[51]